# Àrtemis
|  | Per a altres significats, vegeu «Àrtemis (desambiguació)». |

En la mitologia grega, Àrtemis (en grec antic: Ἄρτεμις) era la deessa dels llocs salvatges o naturals on els humans no han actuat, els boscos i selves, la caça, el regne animal, la natura, la vegetació, el part, la cura dels nens i la castedat. En temps posteriors, en alguns llocs, es va identificar amb Selene, la personificació de la Lluna. Passejava sovint pels boscos de Grècia, assistida pel seu nombrós seguici, format majoritàriament per nimfes, alguns mortals i caçadors. La deessa Diana és el seu equivalent Romà.
Algunes tradicions la fan filla de Demèter, però la majoria la consideren germana bessona d'Apol·lo, i com ell, filla de Leto i Zeus. Va néixer a Delos, abans que Apol·lo, i tan aviat com va néixer va ajudar a venir al món el seu germà; per això, va ser nomenada deessa dels nounats. En el seu honor s'han batejat dos cràters de Venus, un de la Lluna i un petit planeta.
Hom la considerava protectora de les amàzones, dones guerreres i caçadores com ella, independents del domini de l'home.
Hi ha tradicions que la presenten sempre com una deessa salvatge, de boscos i muntanyes, que fa vida entre les feres. Hom la representa amb túnica llarga i cabellera solta; o amb túnica curta, arc i sagetes i amb un cérvol o uns gossos. Deessa de la castedat, restà verge i eternament jove. Se la representa sempre amb un arc, que utilitza per caçar i matar. Se li atribueixen les morts sobtades, sobretot aquelles que no causen dolor, provocades per les seves fletxes. Ella envia a les dones que moren en el part el mal que se les emporta.

## Etimologia
El nom Àrtemis (n., f.) és d'etimologia desconeguda o incerta, tot i que s'han proposat diverses fonts. R. S. P. Beekes va suggerir que l'intercanvi e/i apunta a un origen pregrec. Àrtemis va ser venerada a Lídia com a Artimus. Georgios Babiniotis, tot i acceptar que l'etimologia és desconeguda, també afirma que el nom ja està testimoniat en grec micè i possiblement és d'origen pregrec.
El nom pot estar relacionat amb el grec árktos "ós" (de PIE * h₂ŕ̥tḱos), recolzat pel culte a l'ós que la deessa tenia a Àtica (Braurònia) i les restes del Neolític a la cova d'Arkoudiotissa, així com la història de Calisto, que originalment parlava d'Àrtemis (epítet arcàdic kallisto). Aquest culte era una supervivència de rituals totèmics i xamanístics molt antics i formava part d'un culte de l'ós més ampli que es trobava en zones llunyanes en altres cultures indoeuropees, com per exemple, la gal·la Artio. Es creu que un precursor d'Àrtemis va ser adorat a la Creta minoica com la deessa de les muntanyes i la caça Britomartis. Tot i que s'ha suggerit connexió amb noms d'Anatòlia, les formes més antigues del nom Àrtemis són el grec micènic 𐀀𐀳𐀖𐀵, a-te-mi-to /Artemitos/ (gen.) i 𐀀𐀴𐀖𐀳, a-ti-mi-te /Artimitei/ (dat.), escrit en Lineal B a Pilos
Segons J. T. Jablonski, el nom també és frigi i es podria "comparar amb la denominació reial Artemas de Xenofont". Charles Anthon va argumentar que l'arrel primitiva del nom és probablement d'origen persa de * arta, * art, * arte, tots els que significaven "gran, excel·lent, sant", per la qual cosa Àrtemis "esdevé idèntica" amb la gran mare de la natura, fins i tot quan era adorada a Efes". Anton Goebel "suggereix l'arrel στρατ o ῥατ, "agitar", i fa que Àrtemis signifiqui "la llançadora del dard" o "la tiradora".
Els escriptors grecs antics, a través de l'etimologia popular, i alguns estudiosos moderns, han relacionat Àrtemis (Artamis en dòric) amb ἄρταμος, artamos, és a dir, "carnisser" o, com Plató va fer a Cràtil, a ἀρτεμής, artemḗs, és a dir, "segur", "il·lès", "pur", "la donzella inoxidable". A. J. Van Windekens va tractar d'explicar tant ἀρτεμής com Àrtemis a partir de ἀτρεμής, atremḗs, que significa "immòbil, tranquil; estable, ferm" mitjançant una metàtesi.

## Llegenda mitològica

### Naixement

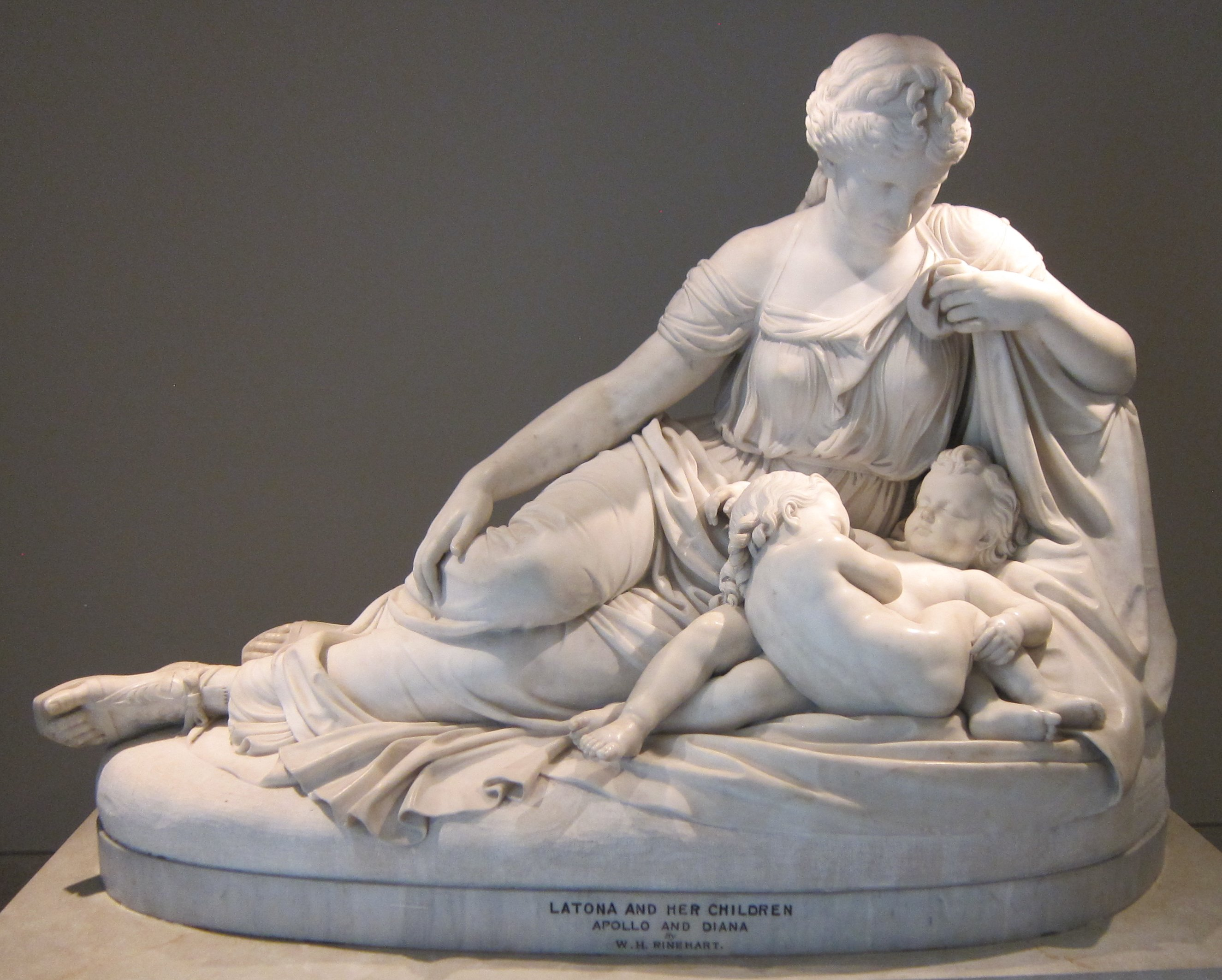
Leto amb els seus fills, per William Henry Rinehart.

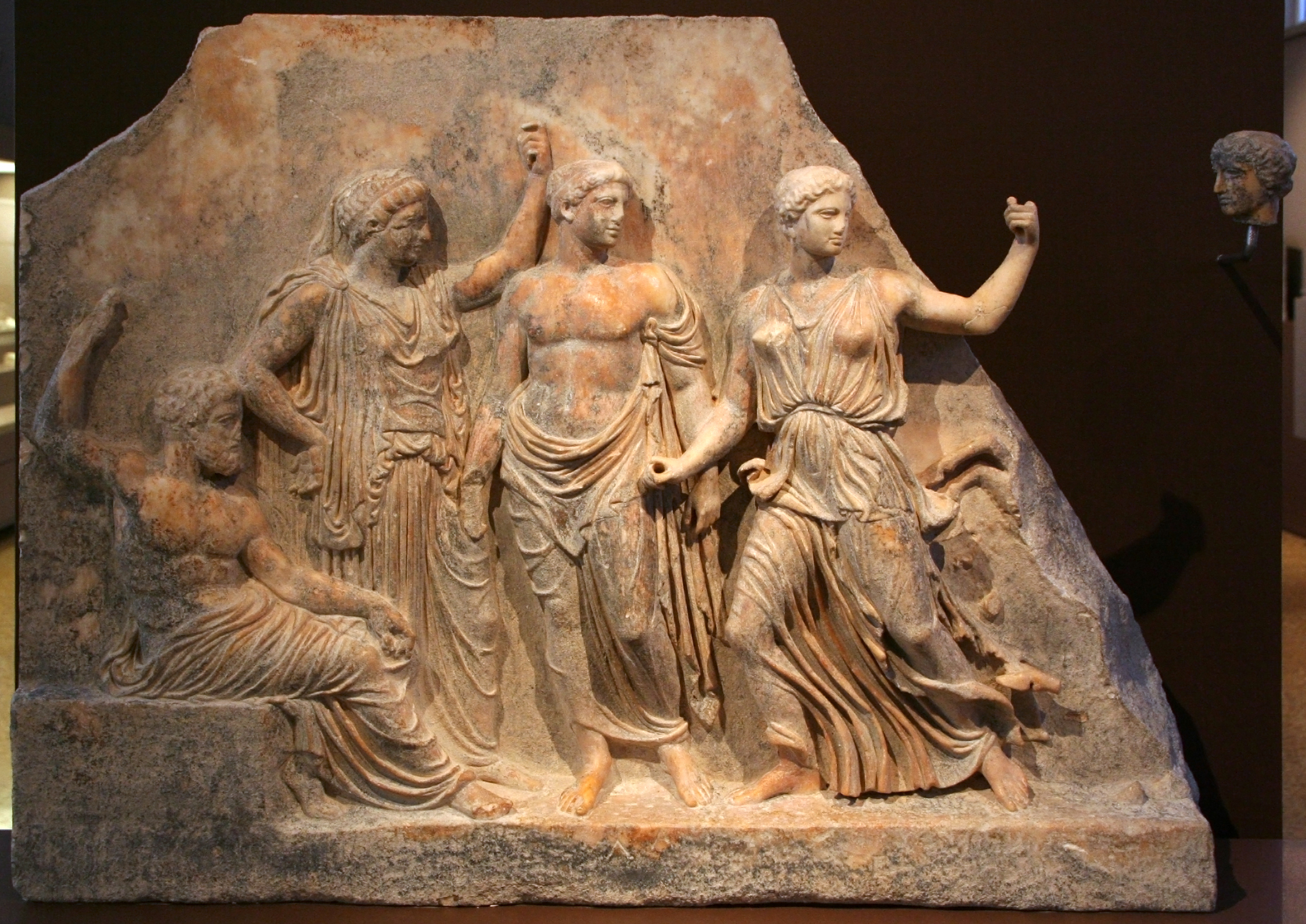
Leto amb Zeus i els seus fills, 420-410 BC, marbre, Museu Arqueològic de Brauró.

A la mitologia grega es donen diversos relats contradictoris sobre el naixement d'Àrtemis i Apol·lo, el seu germà bessó. Pel que fa a la filiació, però, tots els relats coincideixen que era filla de Zeus i Leto i que era la germana bessona d'Apol·lo. En algunes fonts, neix al mateix temps que Apol·lo; però en altres, abans o després.
Tot i que tradicionalment es diu que són bessons, l'autor de l'Himne homèric 3 a Apol·lo (el relat més antic existent del naixement dels fills de Leto) només es preocupa pel naixement d'Apol·lo, i deixa de banda Àrtemis; de fet a l'Himne homèric no es diu que siguin bessons en absolut.
És un poeta una mica posterior, Píndar, qui parla d'un sol embaràs. Els dos poetes anteriors, Homer i Hesíode, confirmen l'estatus d'Àrtemis i Apol·lo com a germans complets nascuts de la mateixa mare i pare, però cap dels dos els fa explícitament bessons.

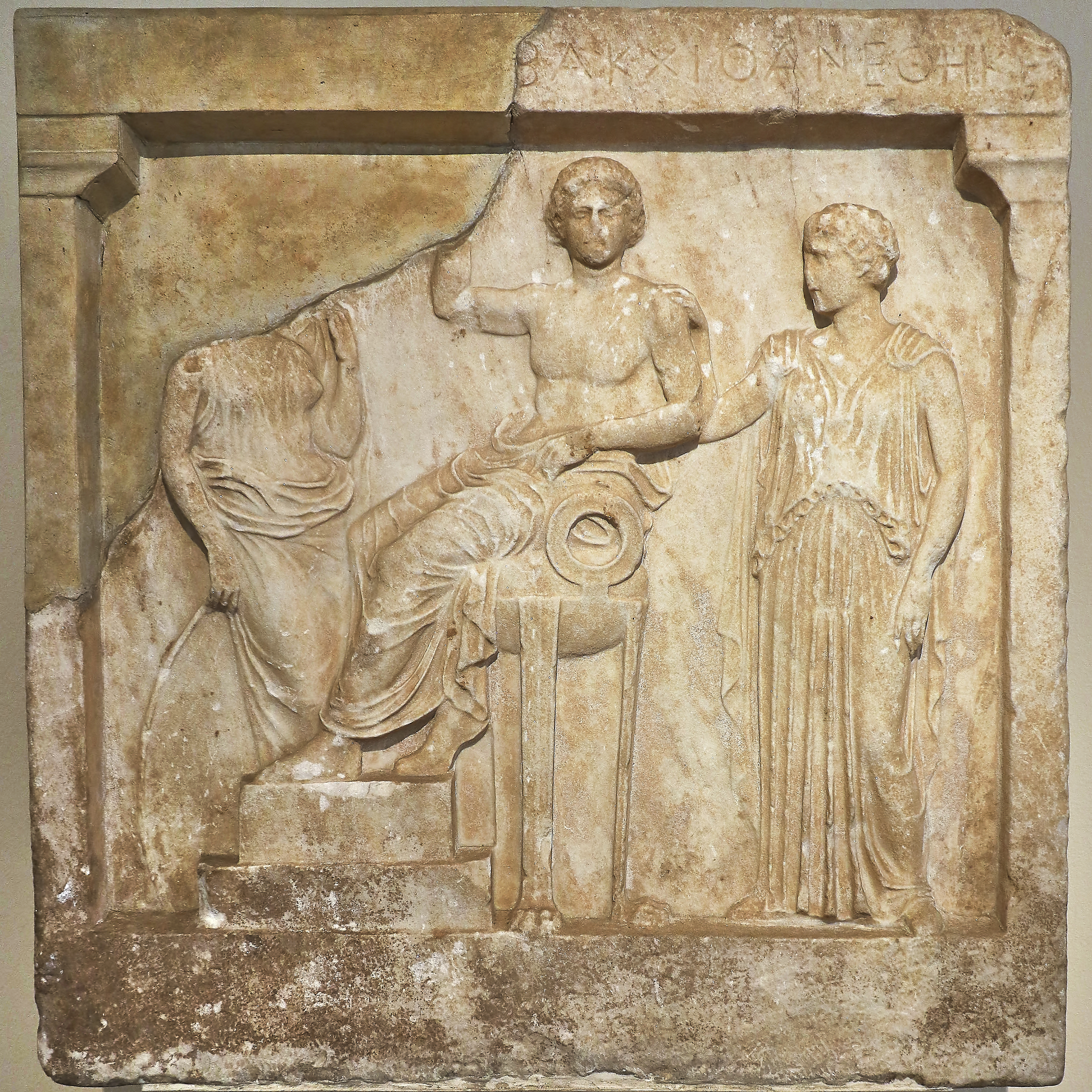
Leto amb Àrtemis i Apol·lo, relleu votiu, aC, Museu Arqueològic Nacional d'Atenes.

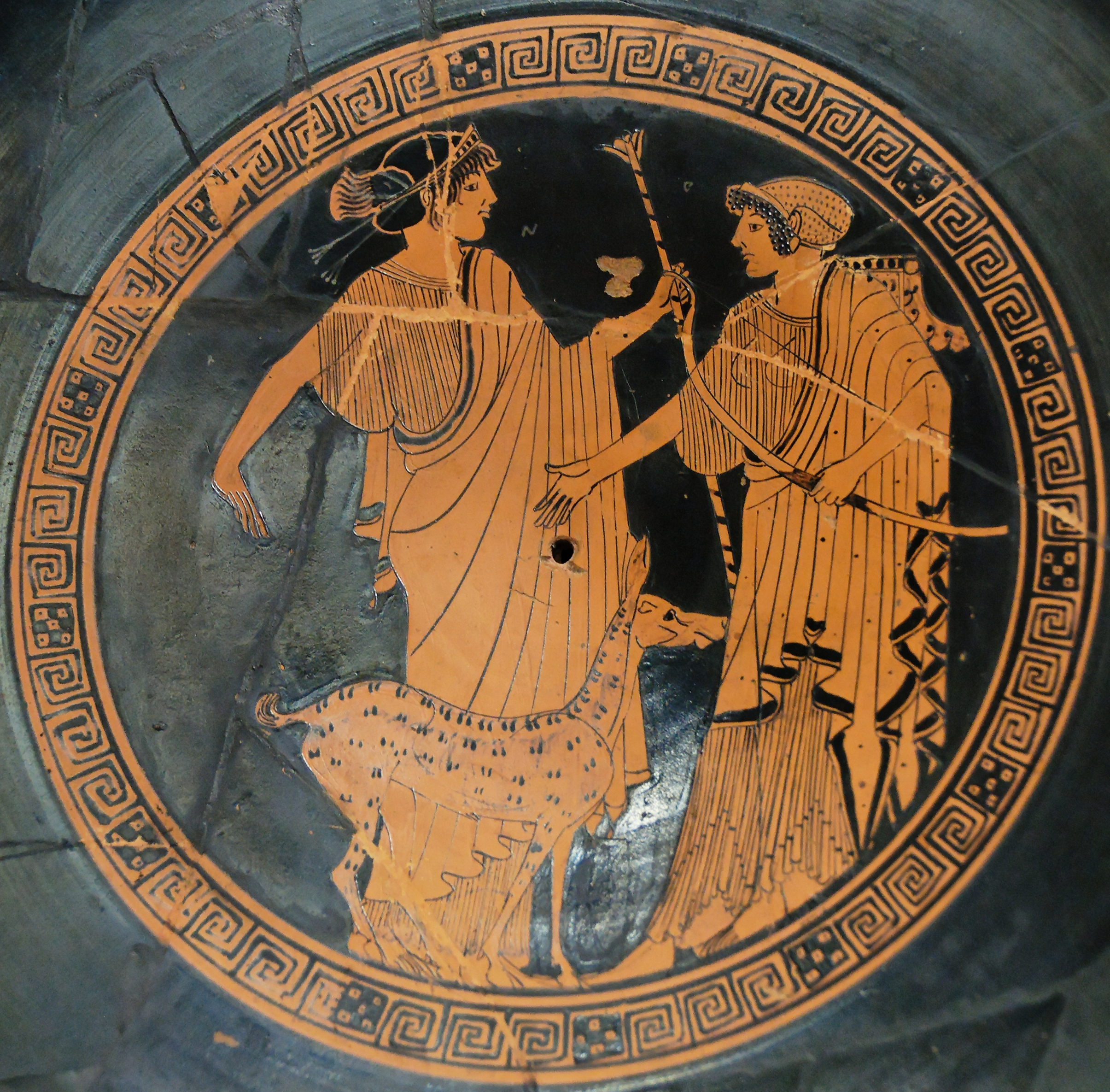
Apol·lo i Àrtemis. Tondo d'una copa àtica de figures vermelles, c. 470 aC, Louvre.

Segons Cal·límac, Hera, que estava enfadada amb el seu marit Zeus per haver deixat embarassada a Leto, li va prohibir donar a llum a terra ferma (el continent) o a una illa, però l'illa de Delos va desobeir i va permetre que Leto parís allà. Segons alguns, això va permetre fixar l'illa, que abans flotava lliurement.
Segons l'Himne homèric a Àrtemis, en canvi, l'illa on van néixer ella i el seu bessó era Ortígia, a l'actual Siracusa (Sicília). A la història antiga de Creta, Leto va ser adorada a Festos, i en la mitologia cretenca, Leto va donar a llum Apol·lo i Àrtemis als illots coneguts avui com a Paximàdia.
Als escolis de Servi sobre l'Eneida iii. 72 explica el nom arcaic de l'illa Ortígia en afirmar que Zeus va transformar Leto en una guatlla (ortux) per evitar que Hera descobrís la seva infidelitat, i Kenneth McLeish va suggerir a més que en forma de guatlla, Leto hauria parit amb tan pocs dolors de part com pateix una mare guatlla quan pon un ou.
Els mites també difereixen respecte a si Àrtemis va néixer primer o ho va fer Apol·lo. La majoria de les històries representen a Àrtemis com a primogènita, convertint-se en la llevadora de la seva mare durant el naixement del seu germà Apol·lo. Servi va escriure que Àrtemis va néixer la primera perquè al principi era de nit, l'instrument de la qual és l|a Lluna, que representa Àrtemis, i després el dia, l'instrument de la qual és el Sol, que representa Apol·lo. Píndar tanmateix escriu que els dos bessons brillaven com el Sol quan van entrar a la llum brillant.
Després del seu part turbulent, Leto va agafar els bessons i va creuar cap a Lícia, a la cantonada sud-oest de l'Àsia Menor, on va intentar beure i banyar els nadons en una font que hi va trobar. No obstant això, els camperols licians van intentar evitar que els bessons i la seva mare fessin ús de l'aigua remenant el fons fangós de la font, de manera que ells tres no poguessin beure'n. Leto, en la seva ira perquè els impius licis s'haguessin negat a oferir hospitalitat a una mare cansada i als seus infants assedegats, els va transformar a tots en granotes, condemnats per sempre a nedar i saltar al voltant de la primavera.

### Relacions amb els homes

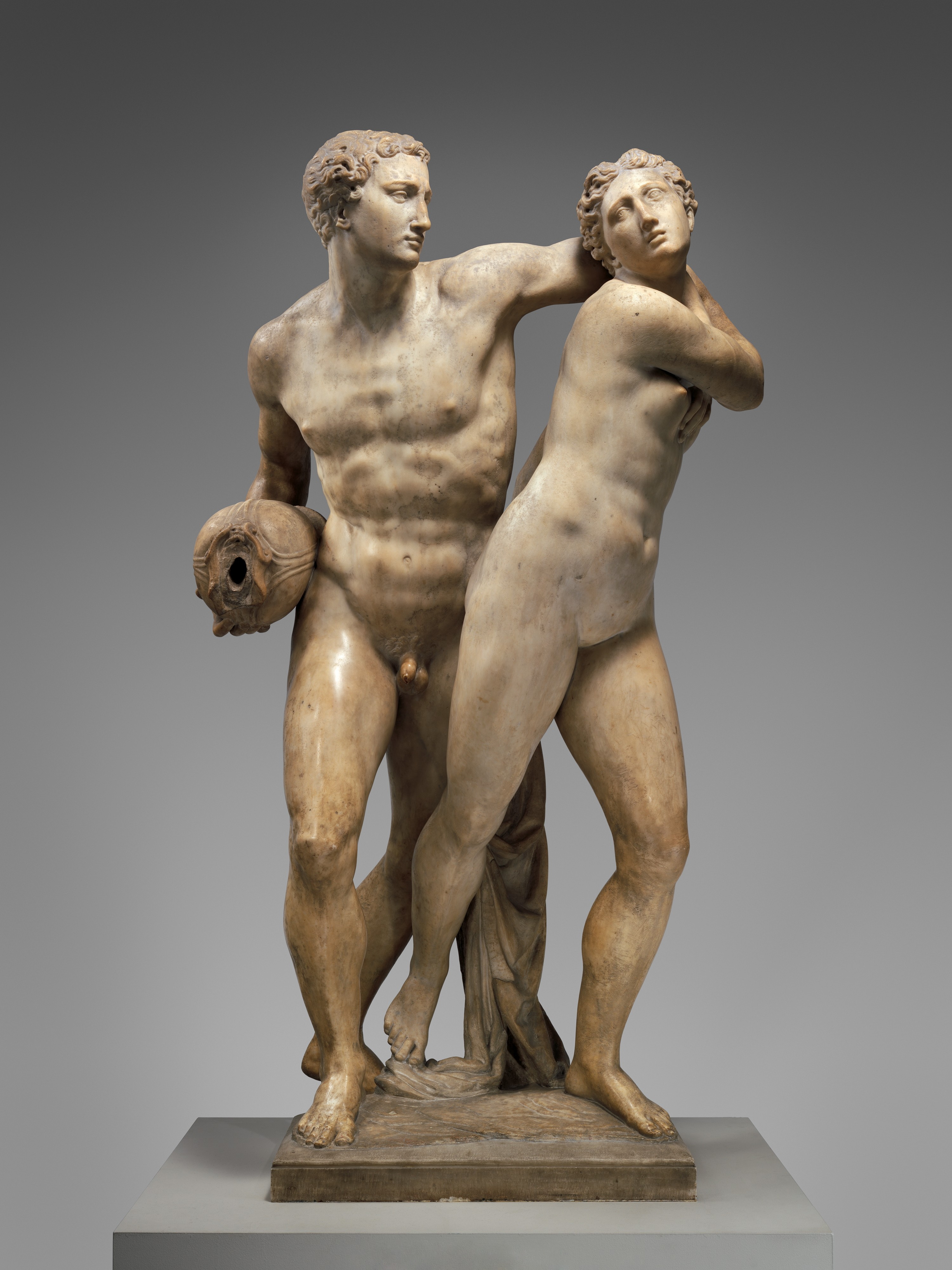
Alpheus i Arethusa per Battista di Domenico Lorenzi (1568–70).Metropolitan Museum of Art, Manhatan, NY.

El déu del riu Alfeu estava enamorat d'Àrtemis, però com que es va adonar que no podia fer res per guanyar-se el seu cor, va decidir capturar-la. Quan Àrtemis i els seus companys a Letrinos van anar cap a Alfeu, ella va sospitar dels seus motius i es va cobrir la cara amb fang perquè no la reconegués. En una altra història, Alfeu intenta violar l'assistent d'Àrtemis, Aretusa. Àrtemis es compadeix de la noia i la salva, transformant-la en una font al temple Artemis Alphaea de Letrinos, on van beure la deessa i la seva assistent.

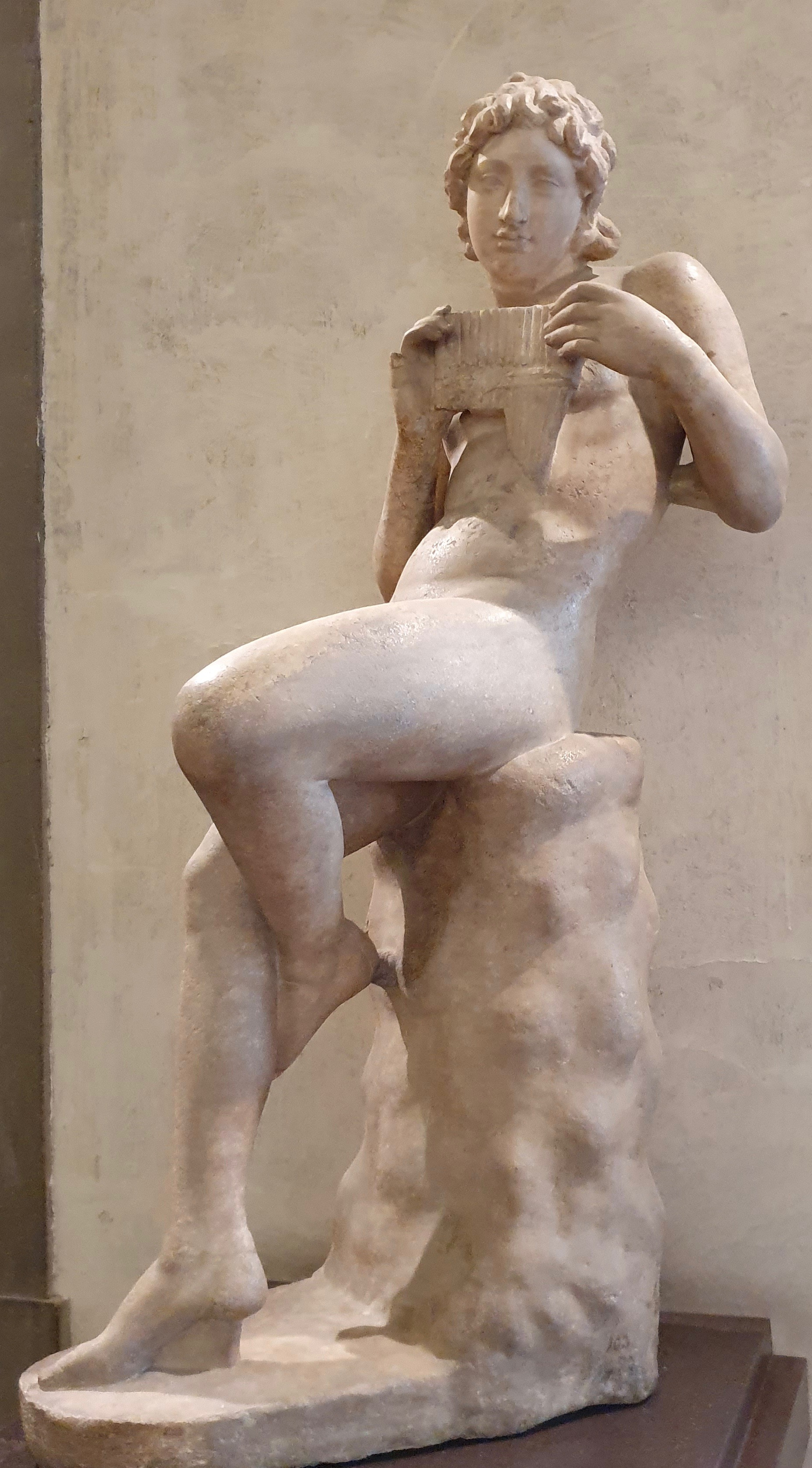
Estatua de Dafnis, segles - d.C., marbre parià.

Bouphagos, fill dels Tità Jàpet, veu Àrtemis i pensa violar-la. Llegint els seus pensaments pecaminosos, Àrtemis el colpeja a Foloi.
Dafnis era un nen jove, fill d'Hermes, que va ser acceptat per la deessa Àrtemis i es va convertir en un seguidor de la deessa; Dafnis sovint l'acompanyava a la caça i l'entretenia amb el seu cant de cançons pastorals i tocant la Flauta de Pan.
Àrtemis va ensenyar a un home, Scamandrius, com ser un gran arquer, i va destacar en l'ús de l'arc i la fletxa amb la seva guia.
Broteas era un famós caçador que es va negar a honorar Àrtemis, i va presumir que res no podia fer-li mal, ni tan sols el foc. Aleshores Àrtemis el va tornar boig, fent-lo caminar cap al foc, posant fi a la seva vida.
Segons Antoní Liberal, Siproites va ser un cretenc que va ser metamorfitzat en una dona per Àrtemis, perquè, mentre caçava, va veure la deessa banyant-se. Àrtemis va canviar un home de Calidó anomenat Calidó, fill d'Ares i Astynome, va caure en pedra quan va veure la deessa banyant-se nua.

### Retribució divina

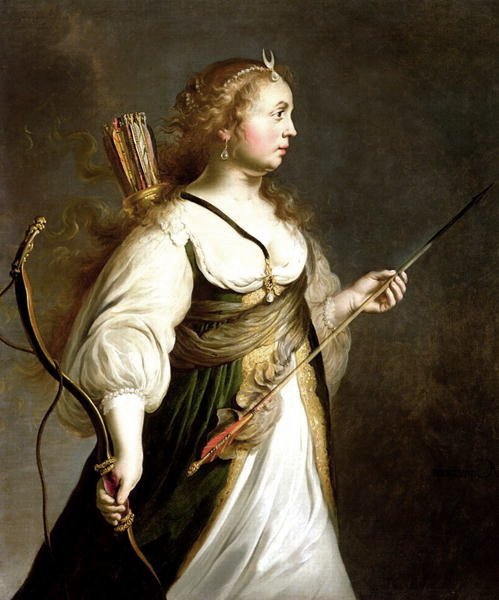
Representació pictòrica al.

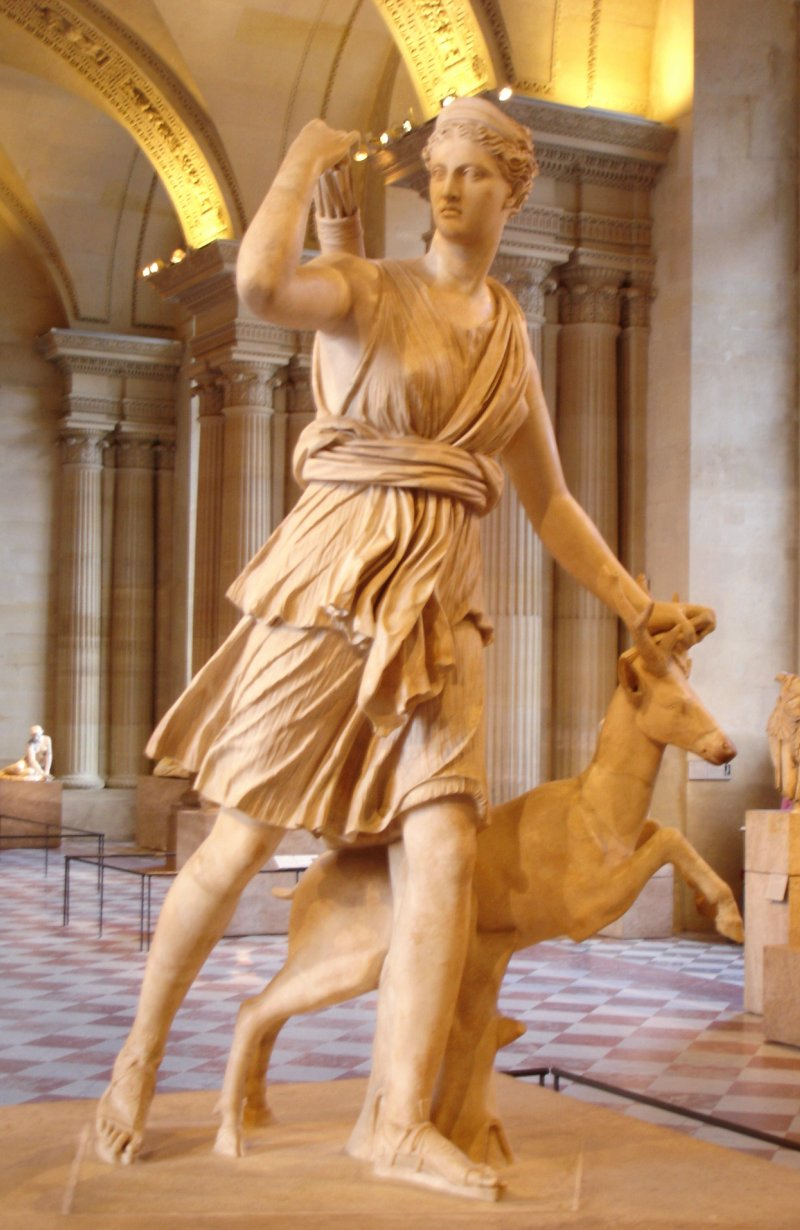
Diane de Versailles, al Louvre.

Àrtemis es presenta com una deessa que es delecta amb la caça i castiga durament els que es creuen amb ella. La ira d'Àrtemis és proverbial i representa l'hostilitat de la natura salvatge cap als humans. Homer l'anomena πότνια θηρῶν, "la mestressa dels animals" , un títol associat a representacions en art que es remunten fins a l'Edat del Bronze, que mostra una dona entre una parella d'animals. Àrtemis porta amb ella determinades funcions i característiques d'una forma minoica la història de la qual es va perdre en els mites.
Les llegendes diuen que va causar moltes víctimes per venjança. Un dels seus primers crims va ser la mort dels fills de Níobe, que Àrtemis va provocar juntament amb el seu germà Apol·lo després que Níobe blasfemament hagués presumit de ser superior a Leto. Mentre el déu matava els sis germans, un rere l'altre, en una cacera al mont Citeró, Àrtemis matava les sis noies que s'havien quedat a casa.
Quan Àrtemis i Apol·lo eren infants, van matar la serp Pitó que volia atacar la seva mare Leto. I també, per defensar-la, van matar Tici, que la intentava violar.
Àrtemis va participar en el combat contra els gegants. Ella va lluitar contra el gegant Gració, a qui va matar ajudada per Hèracles. També va provocar la mort dels gegants bessons denominats aloïdes, i la mort del monstre Búfag (devorador de bous) a l'Arcàdia.
Entre les seves víctimes trobem Orió, el caçador gegant. Les tradicions difereixen sobre el motiu de la deessa per matar-lo. Unes diuen que Orió va fer entrar en còlera a Àrtemis per haver-la desafiat en el llançament del disc, o bé altres expliquen que Orió va voler raptar una de les companyes d'Àrtemis, Opis, a qui ella havia fet venir del país dels hiperboris. O també es deia que Orió va intentar violar la mateixa Àrtemis, i per això la deessa li va enviar un escorpí que el va picar i el va matar.
Un altre caçador, Actèon, el fill d'Aristeu, va morir per la còlera de la deessa. També Àrtemis es troba a l'origen de la cacera del senglar de Calidó, que va provocar la mort de Melèagre, perquè Eneu es va oblidar d'ella quan va oferir un sacrifici.
Se li atribueix la mort de Cal·listo, que va morir per una fletxa perquè Hera ho va demanar o per castigar-la per haver-se deixat seduir per Zeus quan Cal·listo va ser transformada en ossa.

### Mites menors

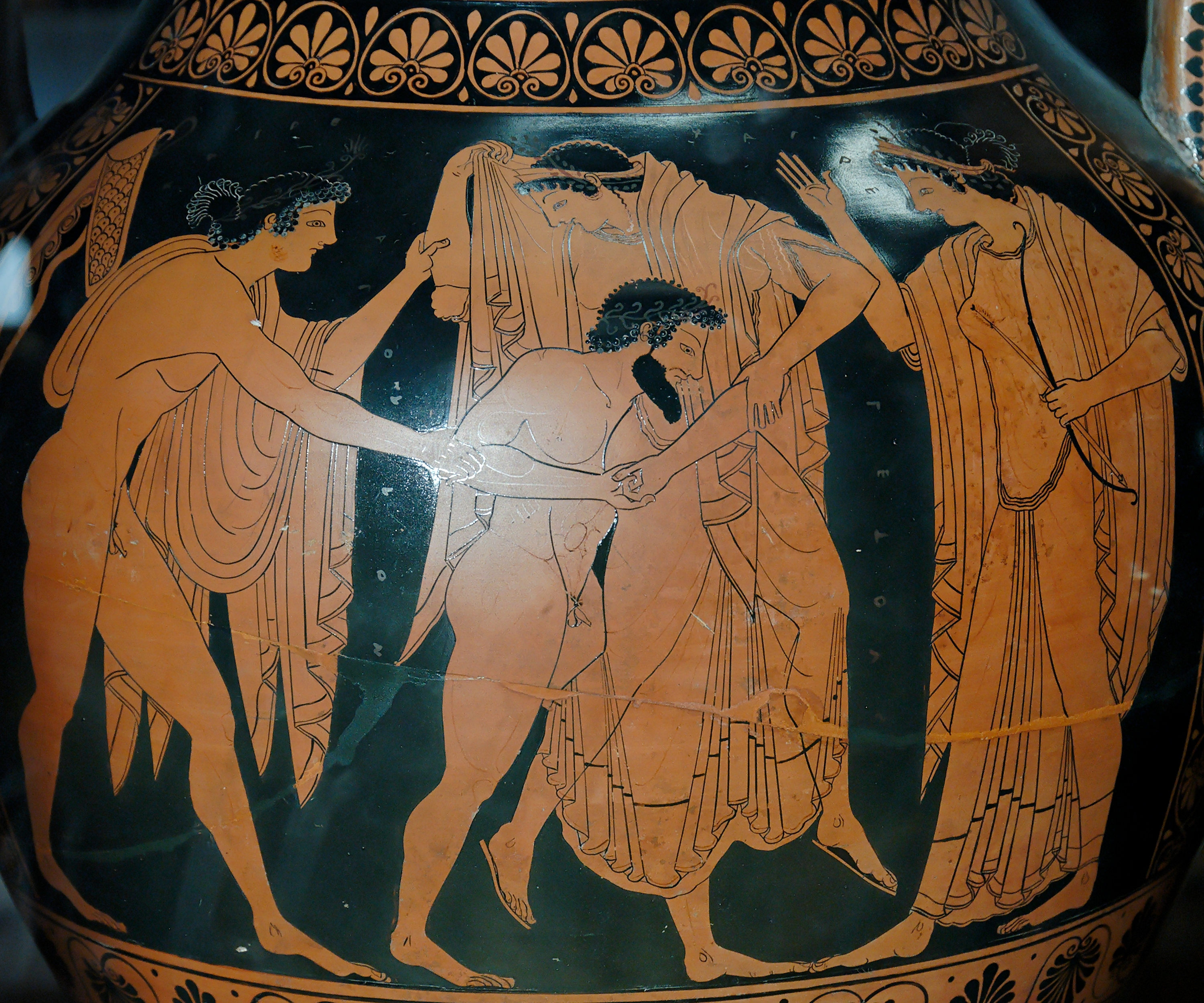
La violació de Leto per Tici: Apol·lo (a l'esquerra), intenta agafar Tici, Leto (al mig) l'empeny i Àrtemis (a la dreta), disposada a aturar-lo. Àmfora àtica de figures vermelles de Vulci. ca 510-520 aC, pel pintor Fintias. Louvre, París

Quan el fill gegant de Zeus Tici va intentar violar a Leto, ella va demanar ajuda als seus fills, i tant Àrtemis com Apol·lo van respondre ràpidament fent ploure les seves fletxes sobre Tici, matant-lo.
Àrtemis va salvar l'infant Atalanta de morir per hipotèrmia després que el seu pare l'abandonés. Va enviar una óssa per alletar el nadó, que després va ser criat pels caçadors. En algunes històries, Àrtemis després va enviar un ós per ferir Atalanta perquè d'altres afirmaven que Atalanta era una caçadora superior. Entre altres aventures, Atalanta va participar en la caça del senglar de Calidó, que Àrtemis havia enviat per destruir Calidó perquè el rei Eneu l'havia oblidat en els sacrificis de la collita.
A la caça, Atalanta va obtenir la primera sang i va rebre el premi de la pel del senglar. La va penjar en un bosquet sagrat de Tègea com a dedicatòria a Àrtemis. Melèagre va ser un heroi d'Etòlia. El rei Eneu li va ordenar que reunís herois d'arreu de Grècia per caçar el senglar de Calidó. Després de la mort de Melèagre, Àrtemis converteix les seves germanes dolentes, les Meleàgrides, en perdius que Àrtemis va afavorir.

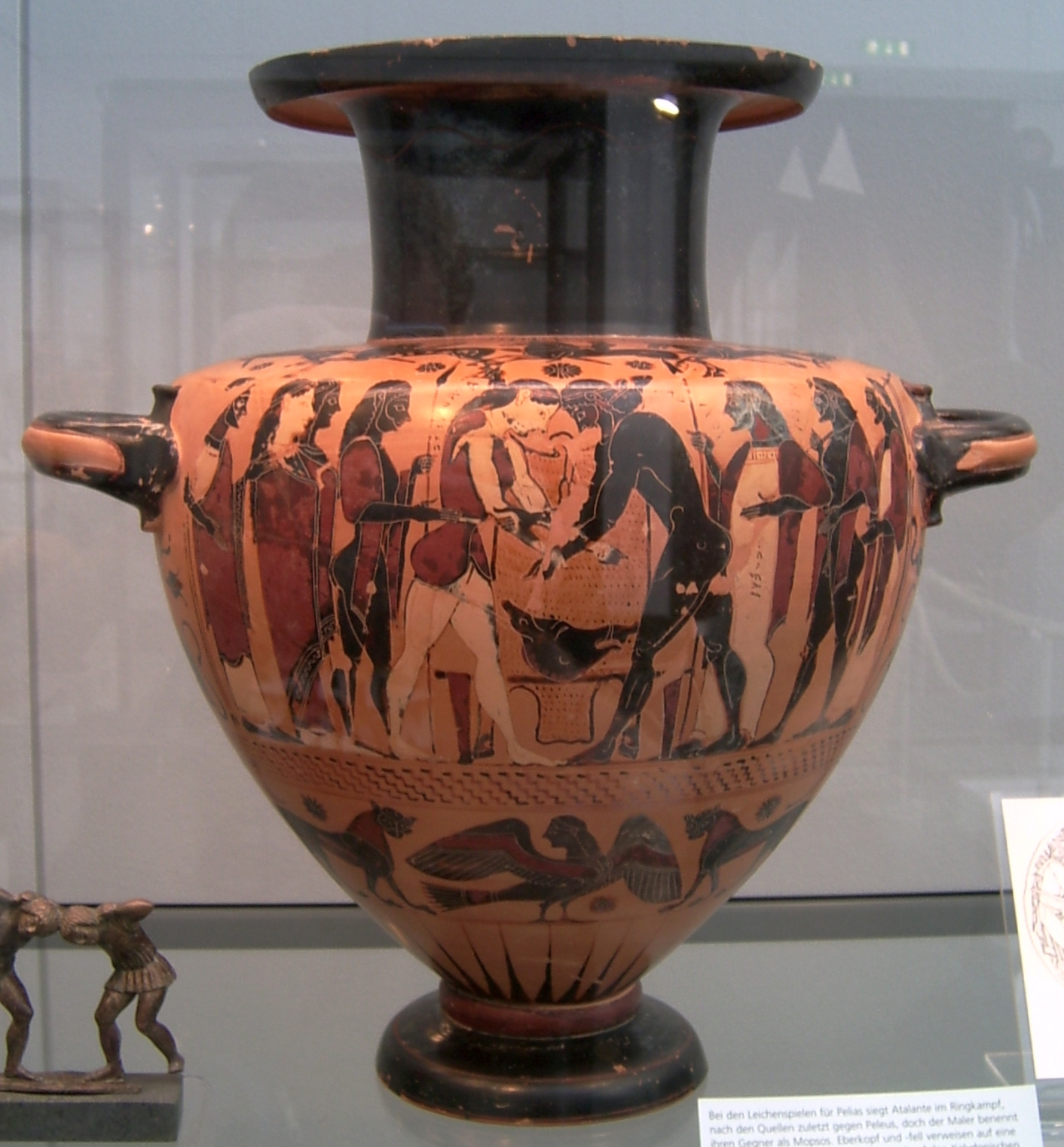
Hídria calcídica de figures negres cap al 550 aC. Lluites de Peleu i Atalanta. En segon pla, el premi del duel: la pell i el cap de la caça del senglar de Calidó. Staatliche Antikensammlungen, Munic.

A les Dionisíaques de Nonnos de Panòpolis, Aura, filla de Lelant i Peribea, era companya d'Àrtemis. Un dia, caçant amb Àrtemis, va afirmar que el cos voluptuós i els pits de la deessa eren massa femenins i sensuals, i va dubtar de la seva virginitat, argumentant que el seu propi cos era flexible amb pits petits i rodons com els d'un home. Profundament ofesa, Àrtemis va demana ajuda a Nèmesi per venjar la seva dignitat. Nèmesi va estar d'acord, dient a Àrtemis que el càstig d'Aura seria perdre la seva virginitat, ja que s'havia atrevit a qüestionar la d'Àrtemis.
Llavors Nèmesi va provocar que Eros (fill d'Ares) fes que Dionís s'enamorés d'Aura. Dionís va embriagar l'Aura i la va violar mentre estava inconscient, després de la qual cosa es va convertir en una assassina trastornada. Mentre estava embarassada, va intentar suïcidar-se o tallar-se la panxa, ja que Àrtemis se'n va burlar. Quan va tenir dos fills bessons, se'n va menjar un, mentre que l'altre, Iacus, va ser salvat per Àrtemis.
Els fills bessons de Posidó i Ifimedia, Otos i Efialtes, van créixer enormement a una edat jove. Eren uns caçadors agressius i hàbils que no podien ser assassinats excepte entre ells. El creixement dels aloïdes no es va aturar mai, i van presumir que tan bon punt poguessin arribar al cel, segrestarien Àrtemis i Hera i les prendrien com a dones. Els déus els tenien por, llevat d'Àrtemis que va capturar un cabirol que va saltar entre ells i es van matar intentant caçar-lo.

### Guerra de Troia

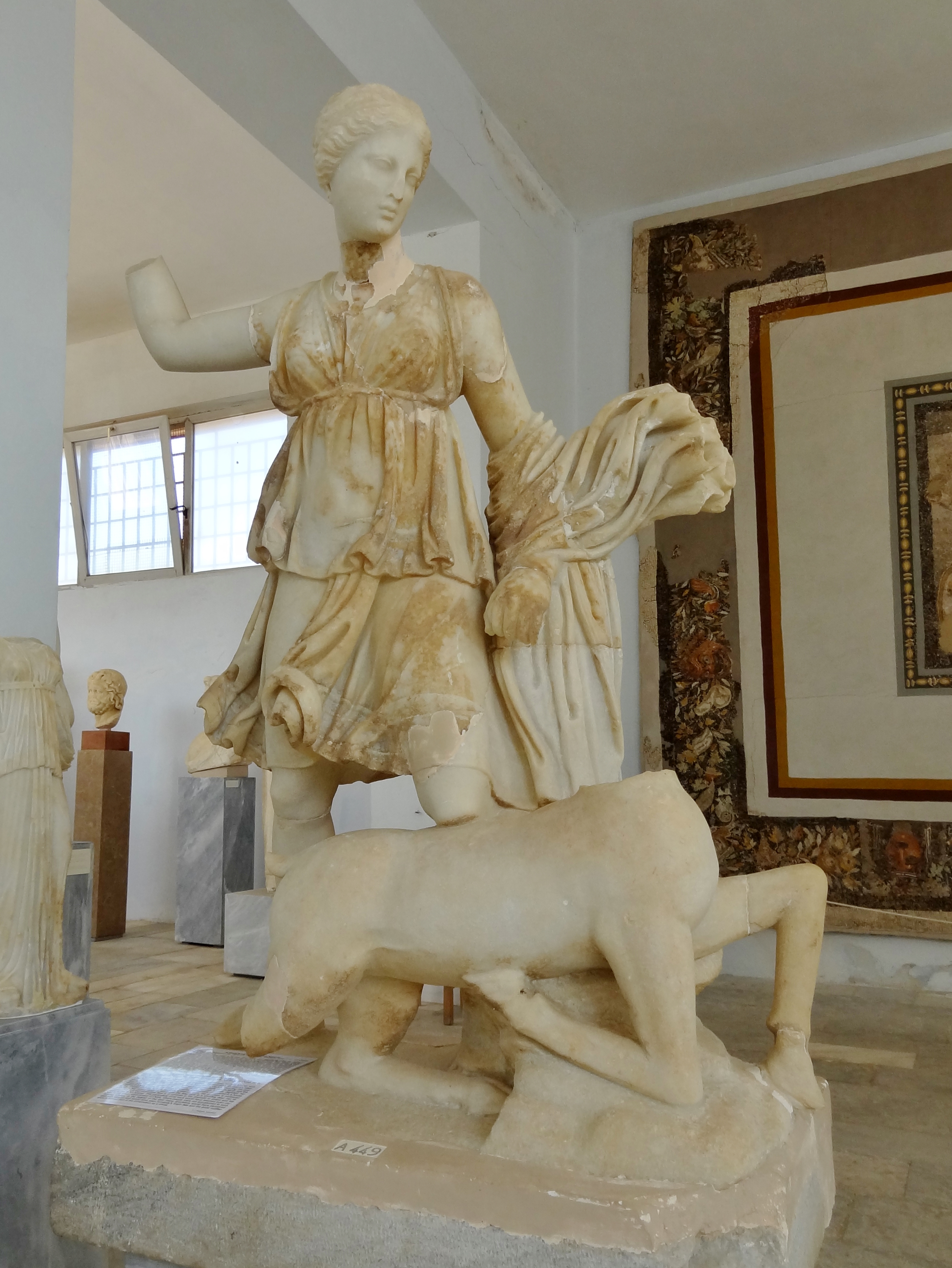
Àrtemis matant un cérvol, des del pati de la Casa III, 125–100 aC, Museu Arqueològic de Delos, Grècia.

Àrtemis podria haver estat representada com a partidària de Troia perquè el seu germà Apol·lo era la deïtat tutelar de la ciutat, i ella mateixa va ser àmpliament adorada a l'Anatòlia occidental en temps històrics. Àrtemis juga un paper important a la guerra; com Leto i Apol·lo, Àrtemis es va posar del costat dels troians. A l'Ilíada Àrtemis sobre el seu carro amb els regnats d'or, mata la filla de Bel·lerofont. Bel·lerofont era un heroi diví grec que va matar la monstruosa Quimera. Al començament del viatge dels grecs a Troia, Àrtemis va castigar Agamèmnon després que aquest matés un cérvol sagrat en un bosc sagrat i hagués presumit que era un millor caçador que la deessa.
Quan la flota grega es preparava a Àulida per marxar cap a Troia per començar la guerra, Àrtemis va calmar els vents. El vident Calcant va aconsellar erròniament a Agamèmnon que l'única manera d'apaivagar Àrtemis era sacrificar la seva filla Ifigenia. En alguna versió del mite, Àrtemis va arrabassar Ifigenia de l'altar i la va substituir per un cérvol; en altres, Àrtemis va permetre que es sacrifiqués Ifigenia. En les versions on Ifigenia va sobreviure, s'han explicat diversos mites sobre el que va passar després que Àrtemis la prengués; o bé la van portar a Taures i la va portar als sacerdots, o es va convertir en la companya immortal d'Àrtemis. Enees també va ser ajudat per Àrtemis, Leto i Apol·lo. Apol·lo el va trobar ferit per Diomedes i el va aixecar al cel. Allà les tres divinitats el van curar en secret en una gran cambra.
Durant la teomàquia Àrtemis es va trobar davant d'Hera, sobre la qual un escoli a la Ilíada va escriure que representaven la Lluna enfront de l'aire al voltant de la Terra. Àrtemis va renyar al seu germà Apol·lo per no lluitar contra Posidó i li va dir que no tornés a presumir mai més; Apol·lo no li va respondre. Una enfadada Hera va retreure a Àrtemis per haver-se atrevit a lluitar amb ella. Llavors Hera va agafar les mans d'Artemisa pels canells i, subjectant-la, la va colpejar amb el seu propi arc. Plorant, Àrtemis va deixar l'arc i les fletxes on estaven i va córrer cap a l'Olimp per plorar als genolls del seu pare Zeus, mentre la seva mare Leto agafava l'arc i les fletxes i seguia la seva filla plorant.

## Culte

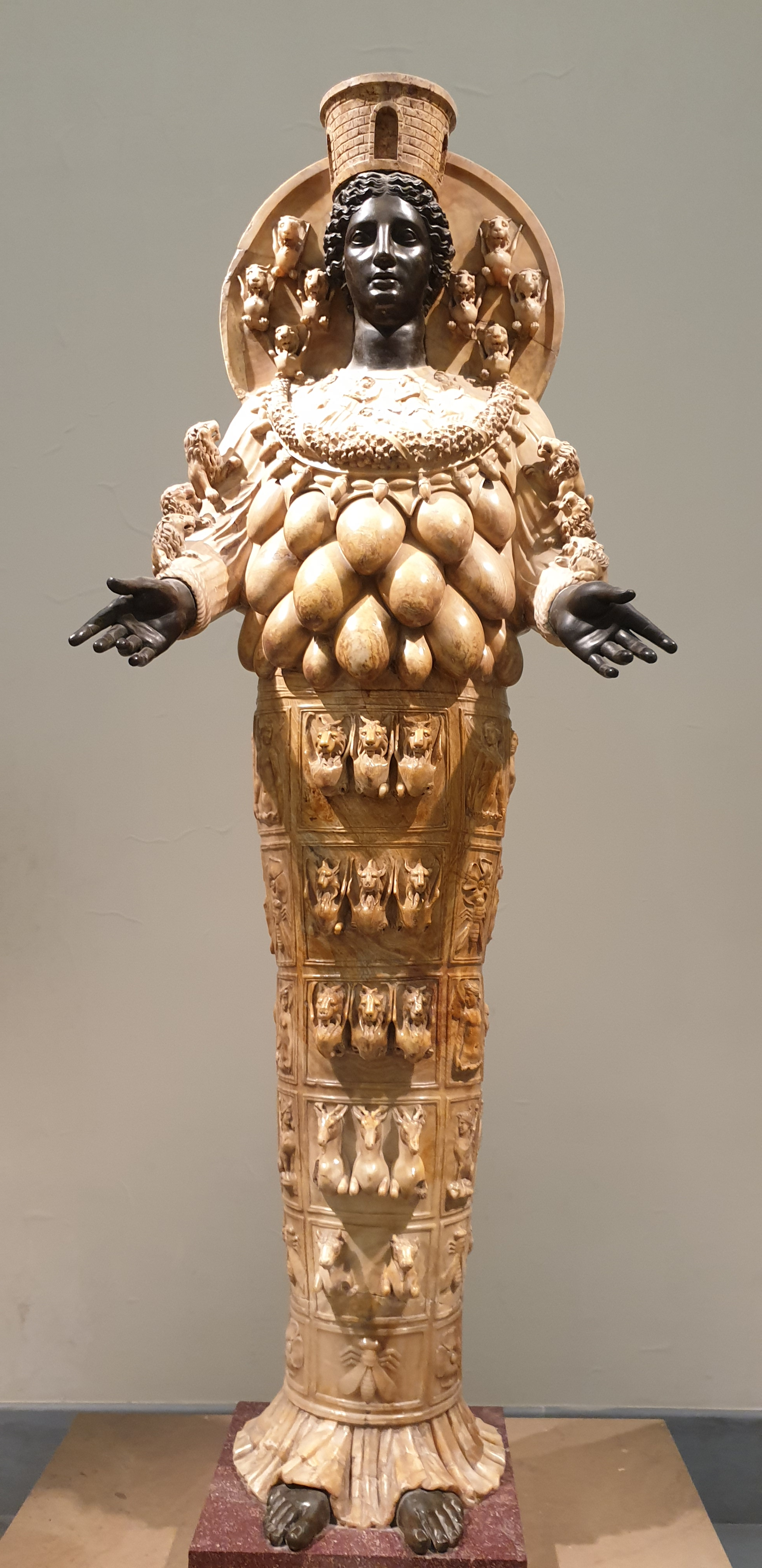
Àrtemis d'Efes, copia romana del s. II d'un original helenístic, es pot veure al Museu Capitolí

Àrtemis va ser la deessa més popular de l'antiga Grècia. El nom més freqüent d'un mes en els calendaris grecs era Artemision a Jònia, Artemisios o Artamitios als territoris doris i eòlics i al Regne de Macedònia. També Elaphios a l'Èlida, Elafebòlia a Atenes, Iasos, Apol·lònia de Calcídia i Muníquia a l'Àtica. Als calendaris d'Etòlia, la Fòcida i Gitíon hi havia el mes Làfria i a Tebes, Corcira i Bizanci el mes Eukleios. La deessa era venerada en festivals durant la primavera. Tenia el santuari més important a Efes, on se l'havia assimilat a una deessa asiàtica de la fecunditat i se la representava amb diadema i moltes mamelles.
Els antics ja consideraven que Àrtemis era una representació de la Lluna, mentre que el seu germà Apol·lo era vist normalment com una personificació del Sol. Tradicionalment hom l'assimilava a Hècate, deessa de la Lluna, però no tots els cultes a Àrtemis són lunars.
Tenia el paper de la Dama de les Feres, una antiga divinitat cretenca, i va assimilar cultes bàrbars que es caracteritzaven per sacrificis humans. També se la vinculava, com a divinitat nocturna, amb la màgia i la fetilleria.

### Festivals

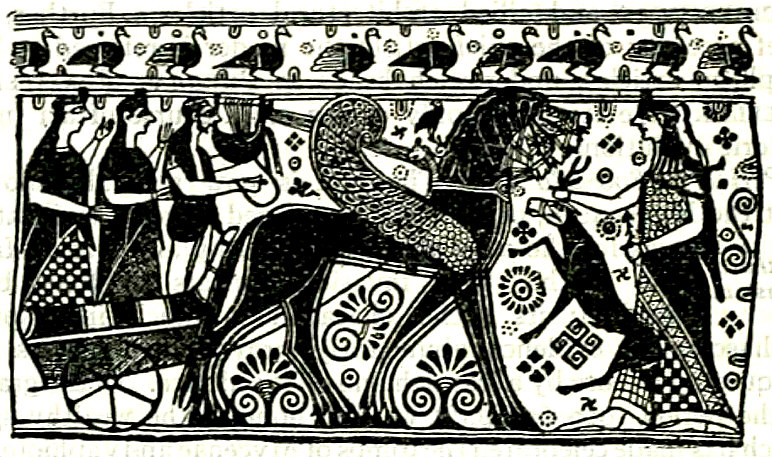
Àrtemis es troba amb el seu germà Apol·lo, que arriba en el seu carro.

- Elafebòlia
- Efèsia
- Braurònia
- Cariatis
- Agroterastísia
- Bendídia
- Làfria

## Altres denominacions
S'identifica amb la Diana de la mitologia romana. També era anomenada Aricina, sobrenom derivat de la ciutat d'Arícia, al Laci, on era adorada. Delfínia (Δελφινία) fou un sobrenom d'Àrtemis a Atenes; la forma masculina Delfini és usada com a sobrenom d'Apol·lo, i deriva de la mort del dragó Delfine, també conegut com a Pitó, guardià de l'oracle de Pitó, o per haver estat la guia dels colons cretencs que van anar a Delfos després de transformar-se en dofí. Un altre sobrenom d'Àrtemis era Agròtera ('la caçadora').

## Art arcaic i clàssic

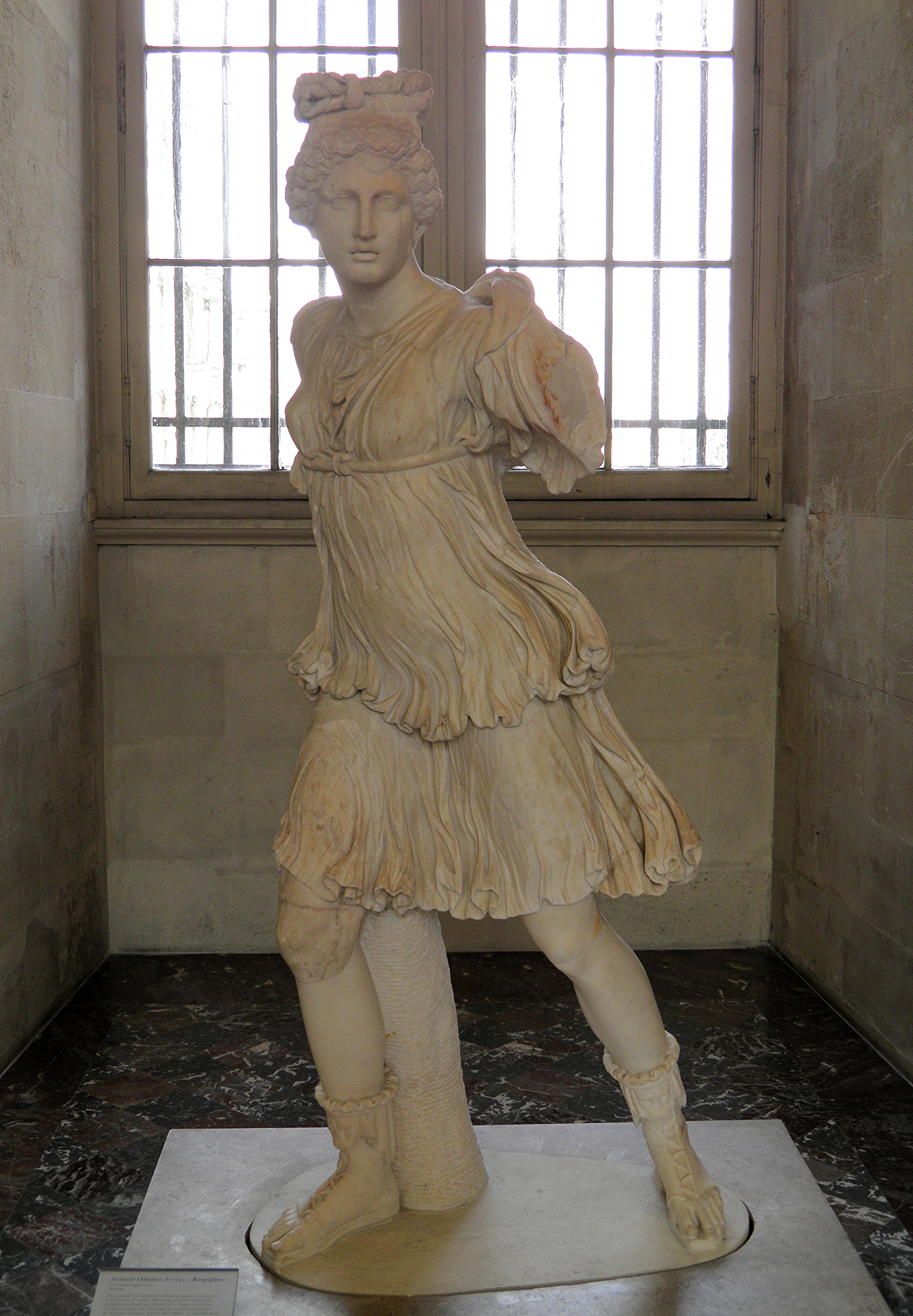
Àrtemis del tipus Rospigliosi. Marbre, còpia romana dels segles - dC a partir d'un original hel·lenístic, Louvre.

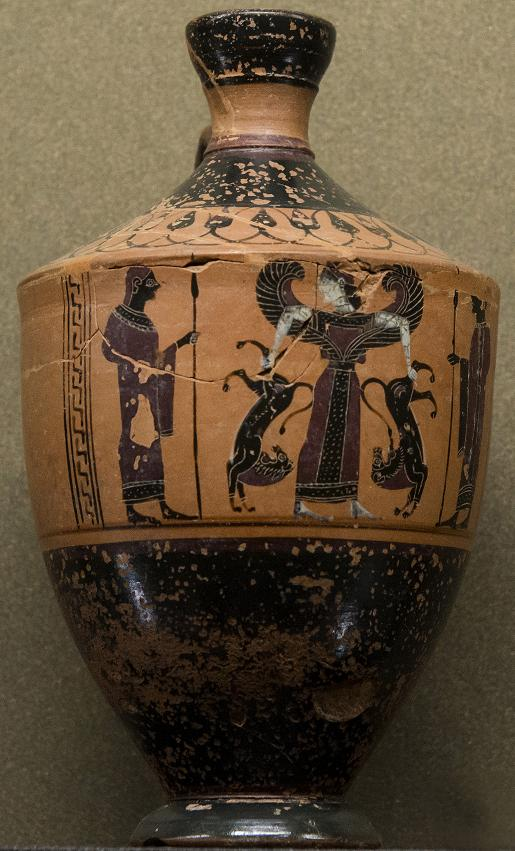
Àrtemis Pótnia Theron.

Durant l'Edat del Bronze, la "senyora dels animals" se solia representar entre dos lleons amb una peculiar corona al cap.
Les representacions més antigues d'Àrtemis en l'art arcaic grec la retraten com Pótnia Theron ("Reina de les bèsties"): una deessa alada que té un cérvol i una lleona a les mans, o de vegades una lleona i un lleó. Pótnia Theron és l'única deessa grega propera als demons i de vegades es representa amb un cap de Gòrgona, i la Gòrgona és el seu avantpassat llunyà. Aquesta Àrtemis alada va romandre en exvots com Àrtemis Ortia, amb un santuari a prop d'Esparta.
En l'art clàssic grec se la sol representar com una donzella caçadora, jove, alta i esvelta, vestida amb una faldilla curta de noia, amb botes de caça, un buirac, un llaç d'or o de plata.
Sovint es mostra en la postura de tir, i va acompanyada d'un gos de caça o un cérvol. Quan es representava com una deïtat lunar, Àrtemis portava una túnica llarga i de vegades amb un vel que li cobria el cap. El seu costat més fosc es revela en algunes pintures de gerros, on es mostra com la deessa que porta la mort, les fletxes de la qual maten joves donzelles i dones, com les filles de Niobe.
Àrtemis de vegades es representava a l'art clàssic amb la corona de la lluna, com també es troba a la deessa romana Luna i altres.
El 7 de juny de 2007, el Buffalo AKG Art Museum va vendre una escultura de bronze d'època romana d'Àrtemis i el cérvol a la casa de subhastes Sotheby's a l'estat de Nova York per 25,5 milions de dòlars.

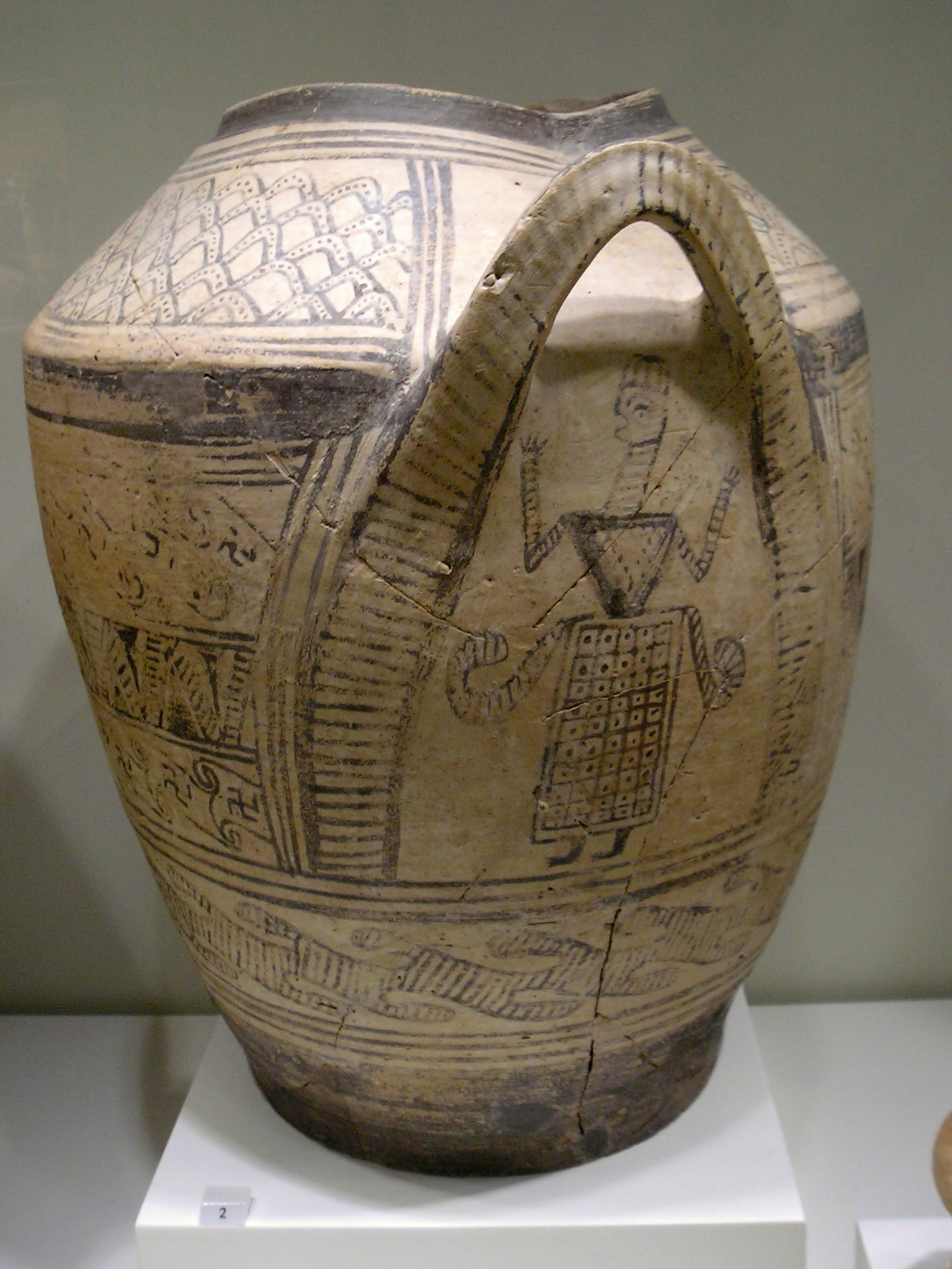
Àrtemis com potnia theron (ocell de cavall), Fortetsa prop de Cnossos, 850-800 aC.
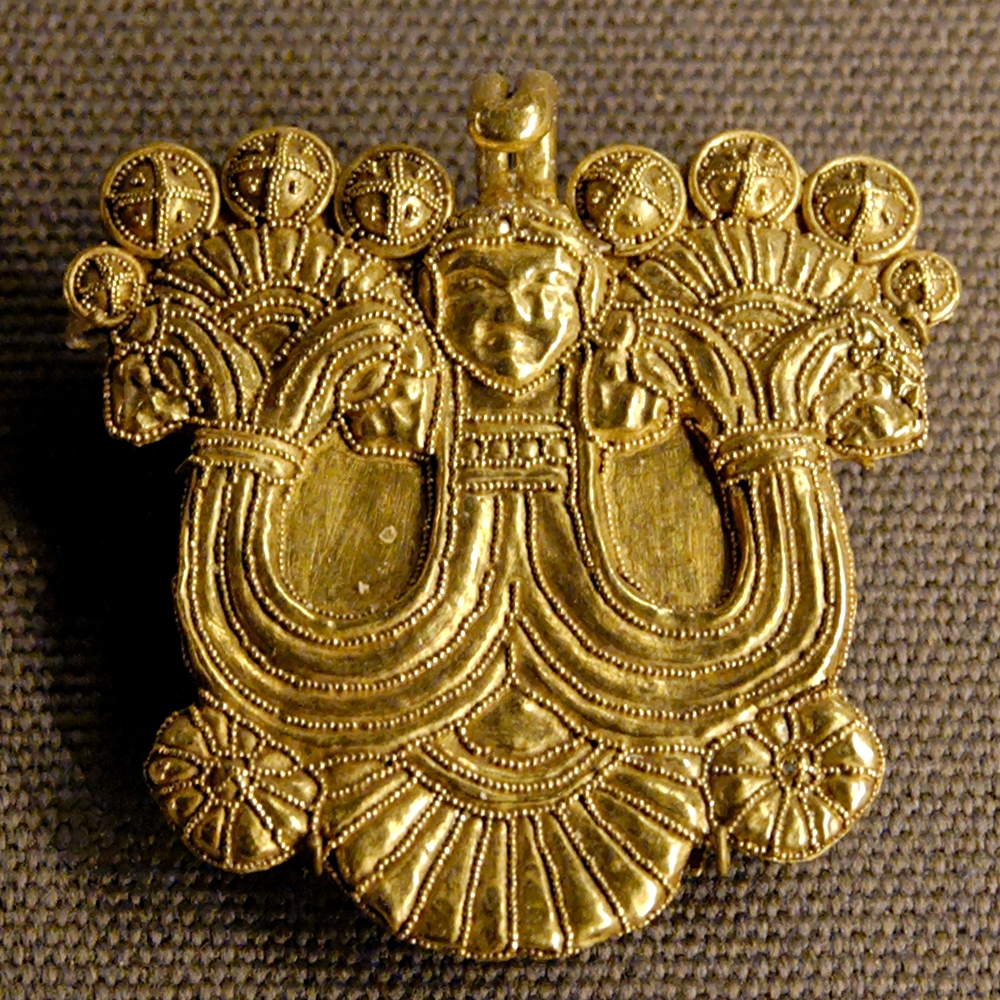
Fermall d'or al Louvre amb representació d'Àrtemis
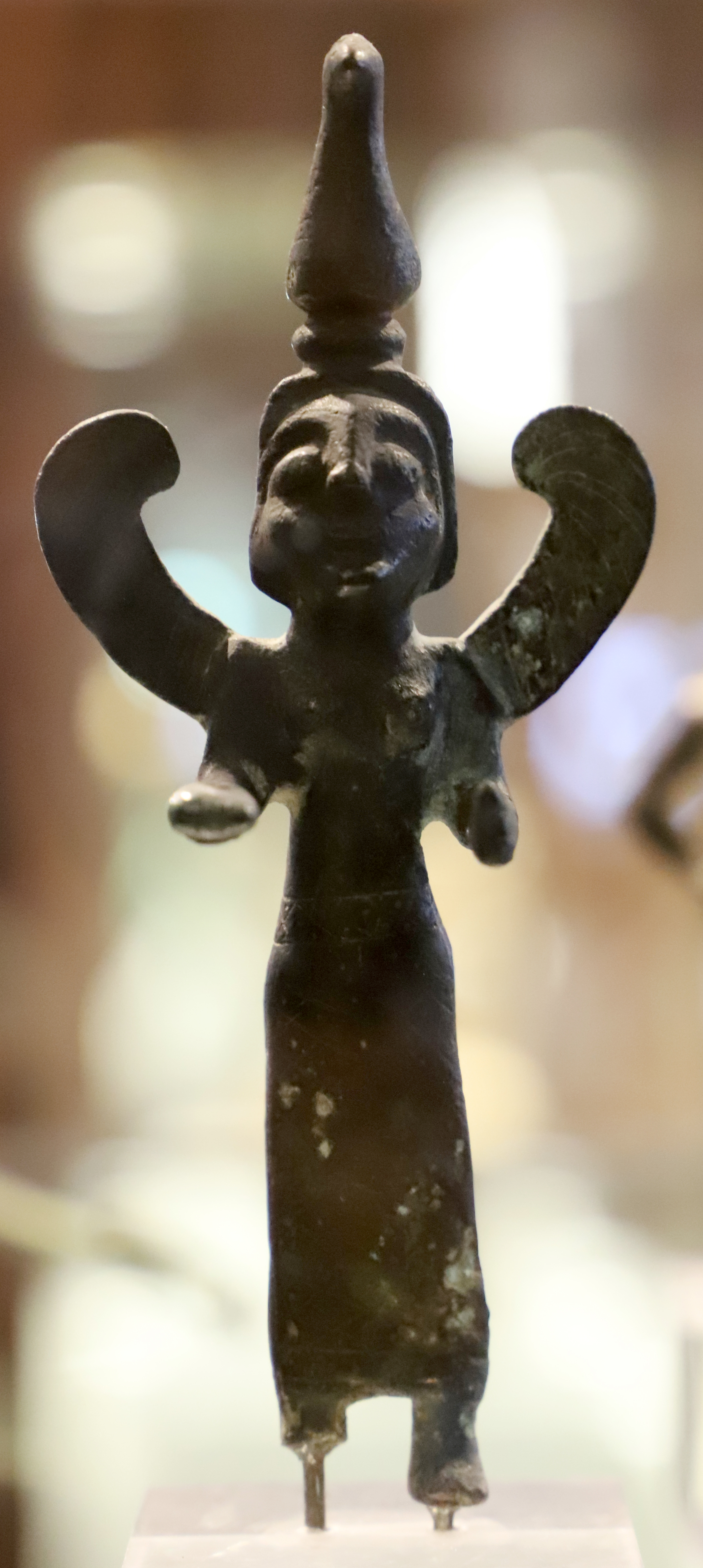
Àrtemis com potnia theron (ocell de cavall), bronze, votiu 550 aC.
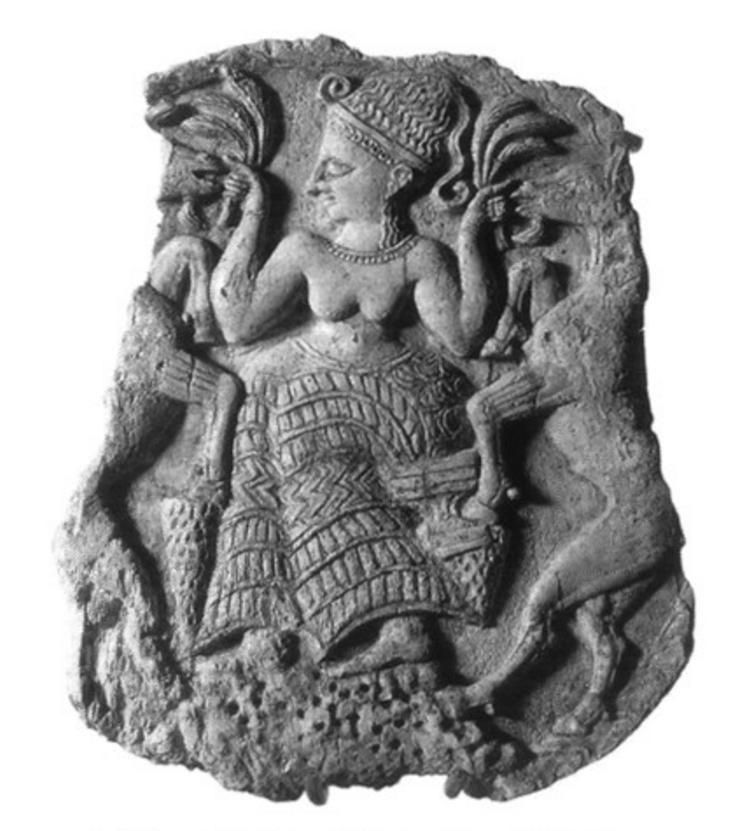
Mestressa dels Animals
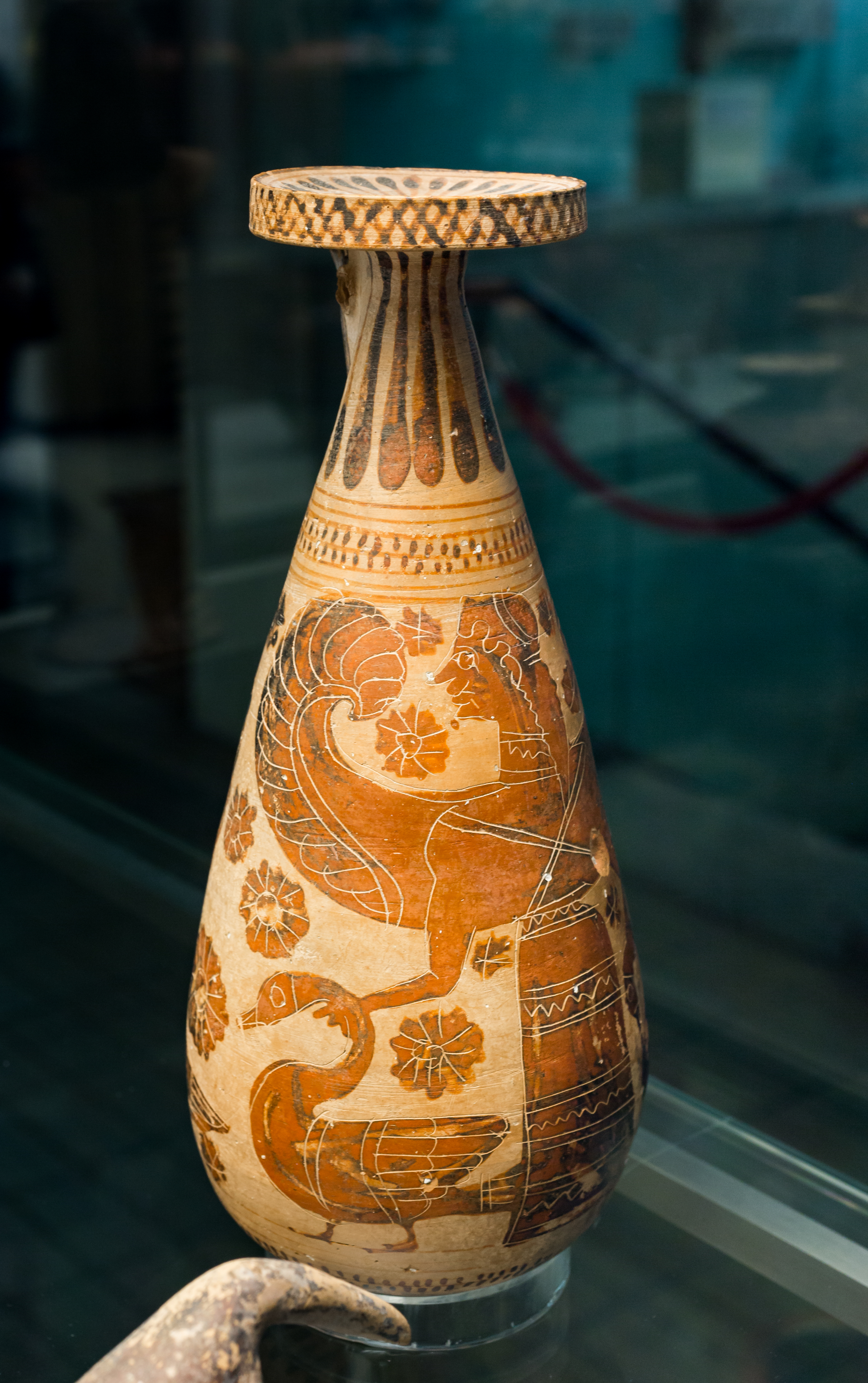
Àrtemis com potnia theron (ocell de cavall), Londres
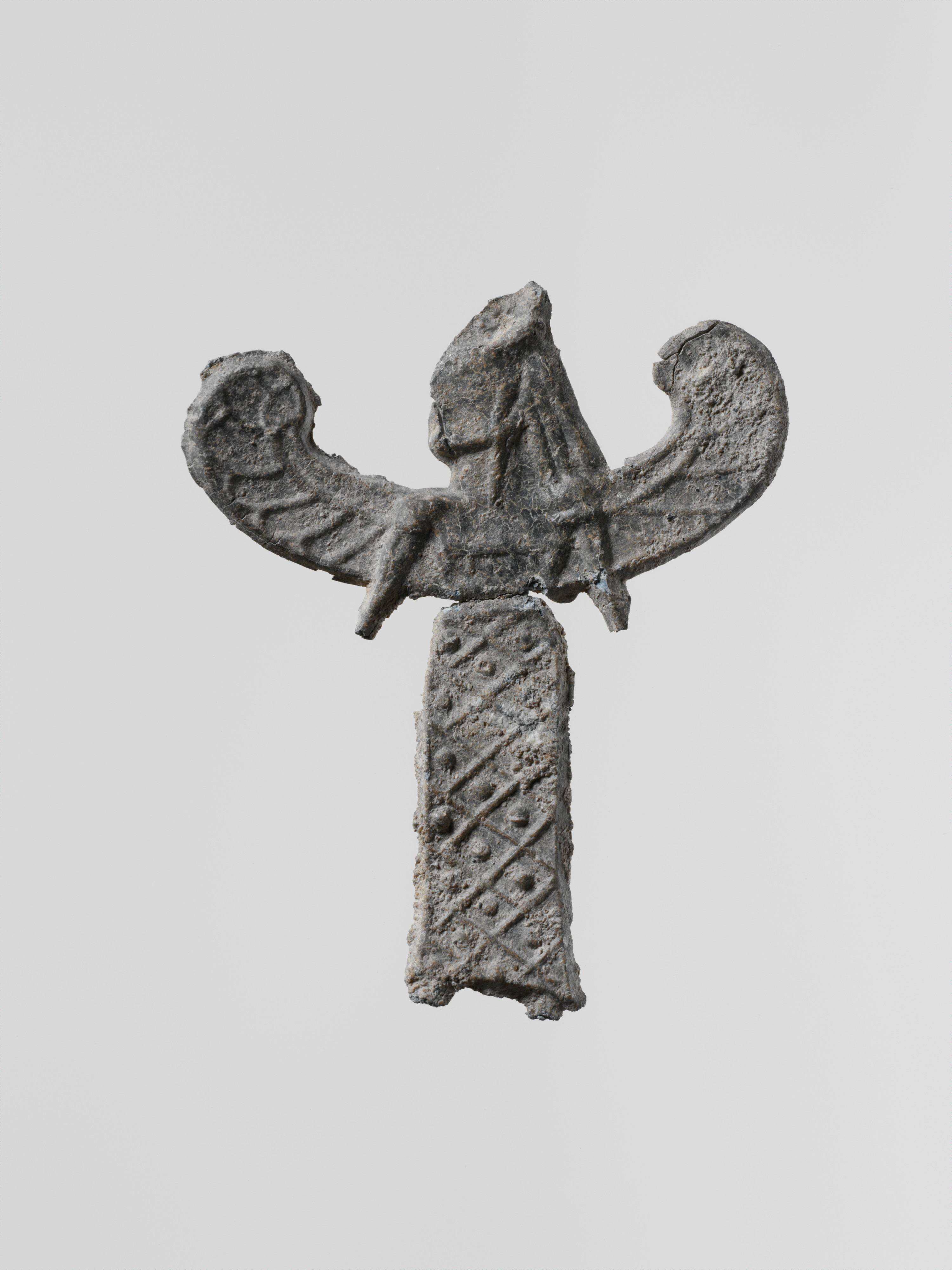
Figura d'una deessa alada, possiblement Àrtemis Orthia.
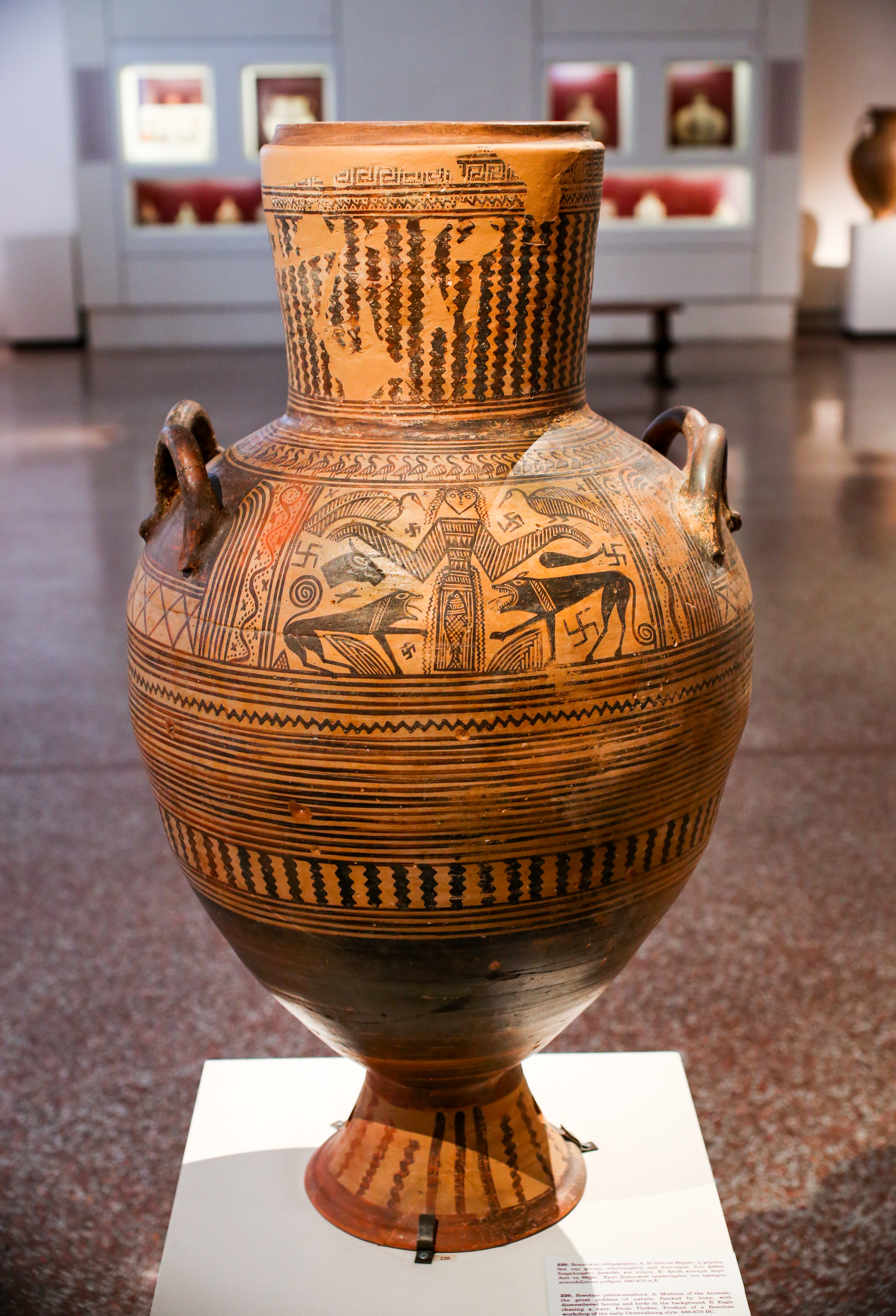
Àrtemis com potnia theron. Àmfora de coll de Beòcia primerenca orientalitzant.
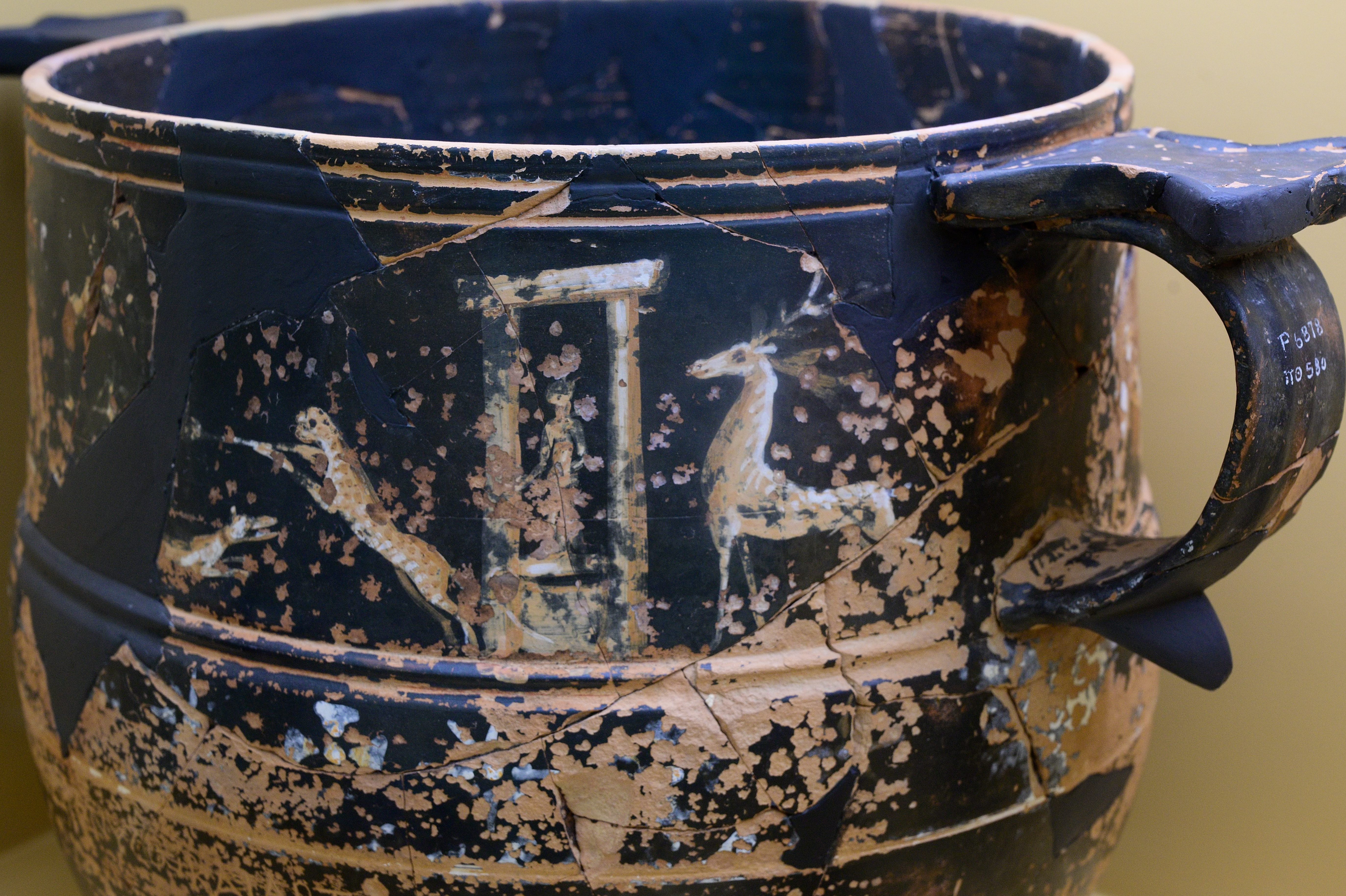
Àrtemis. Ceràmica hel·lenística, Kantharos.
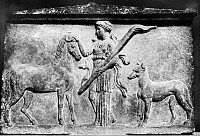
Figura votiva d'Àrtemis i Hècate.

## Art modern

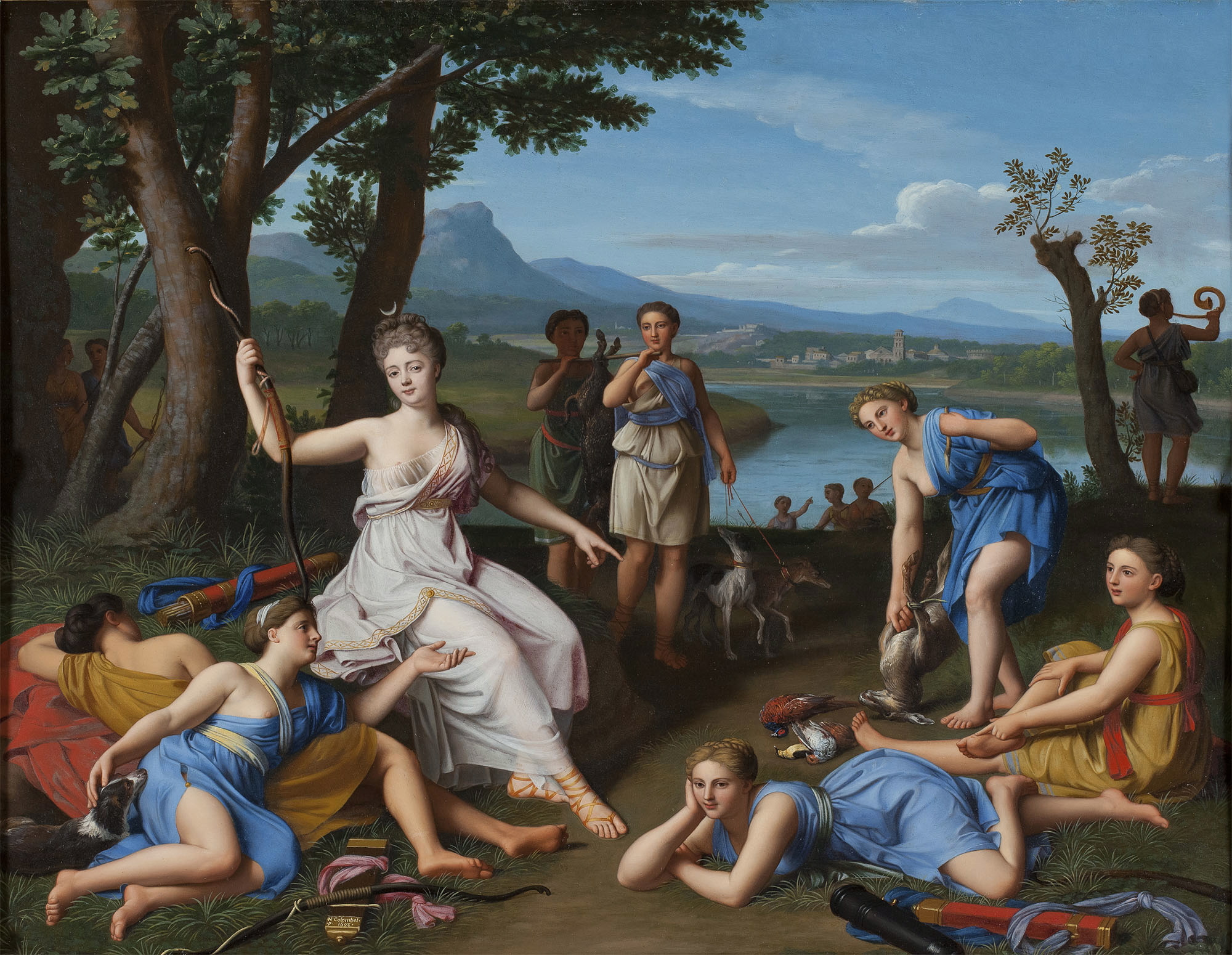
Àrtemis tornant de la cacera, Nicolas Colombel
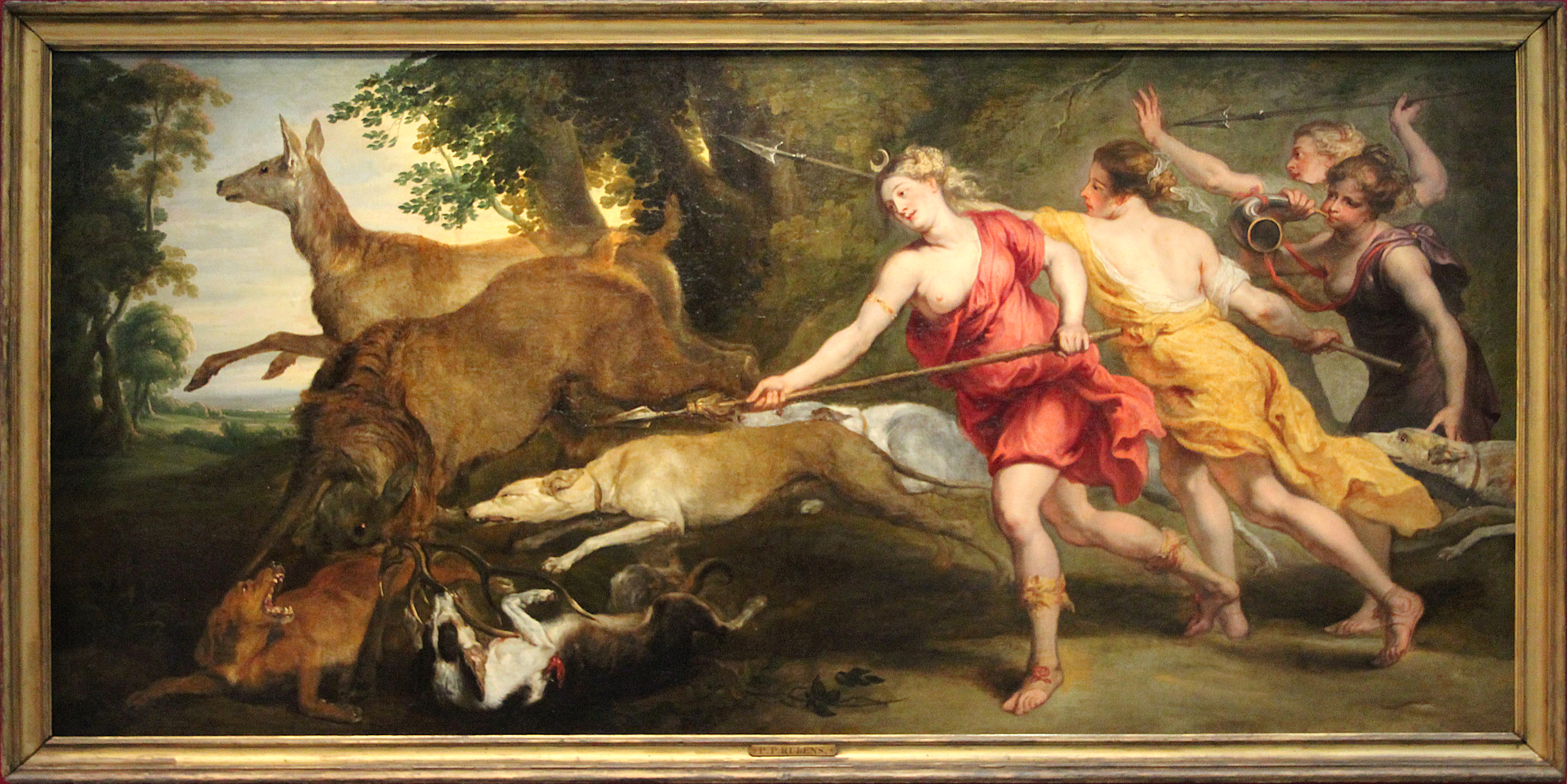
Àrtemis-Diana caçant amb les seves nimfes, Peter Paul Rubens
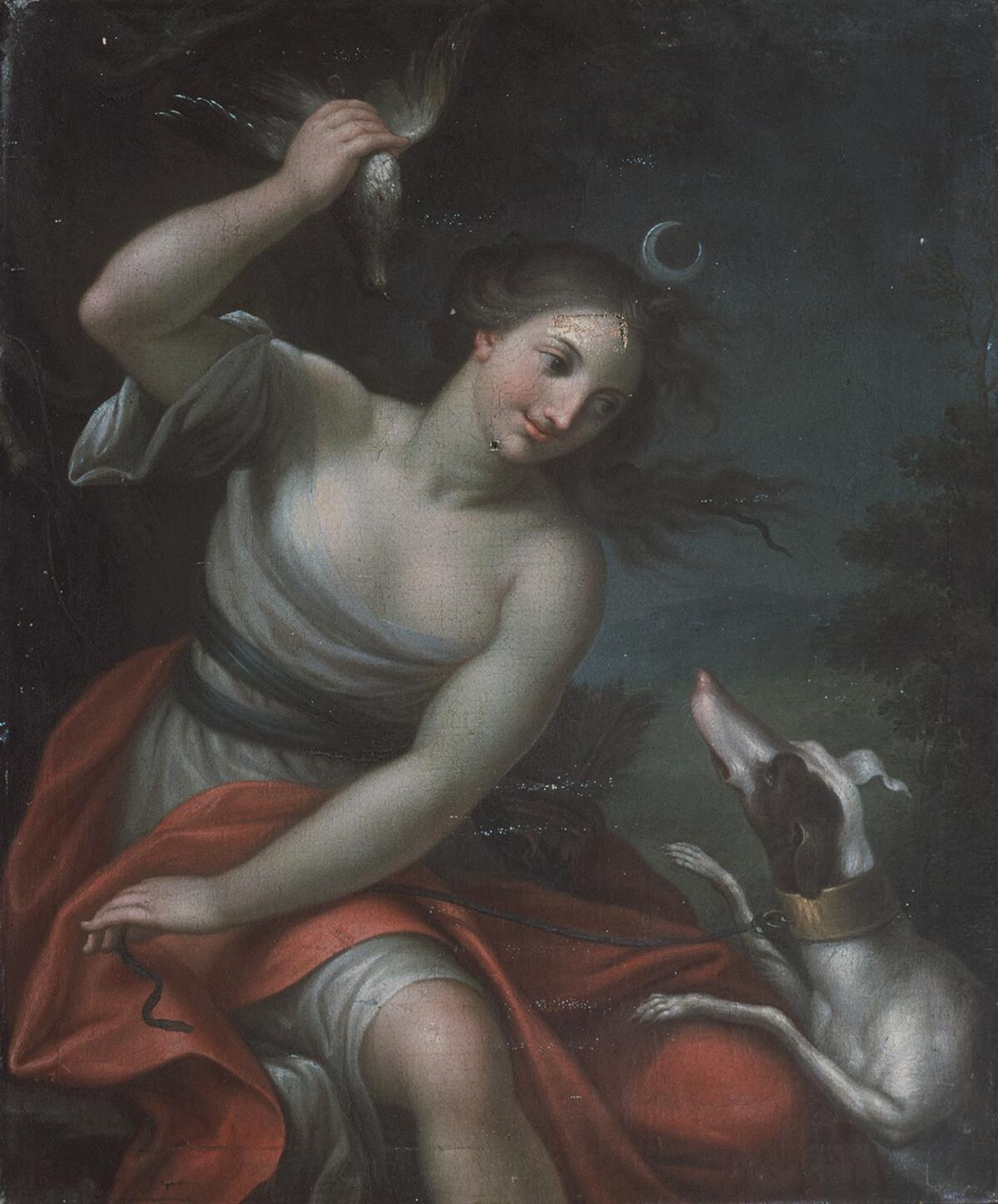
Àrtemis-Diana i el seu gos.
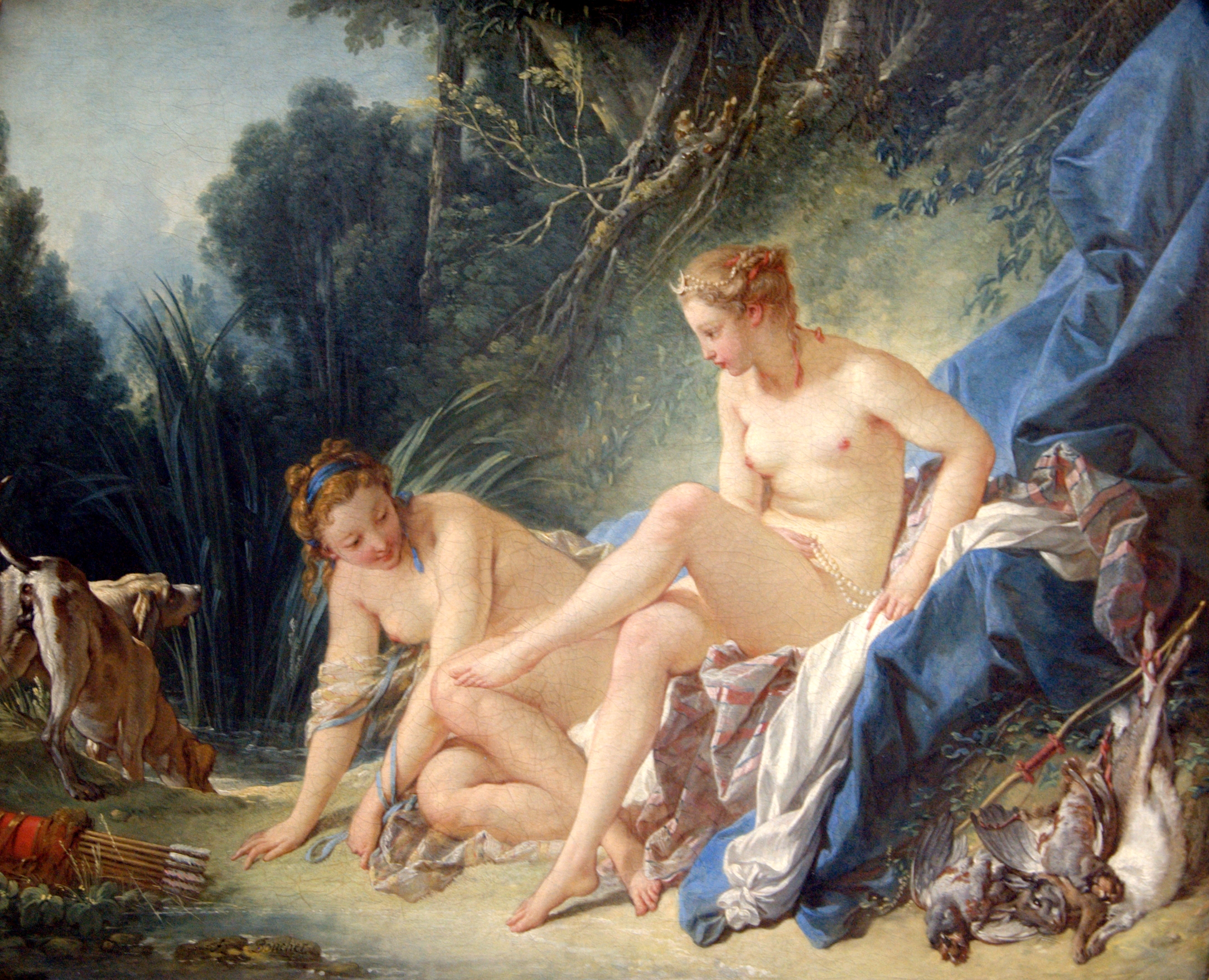
Àrtemis-Diana, François Boucher, Louvre
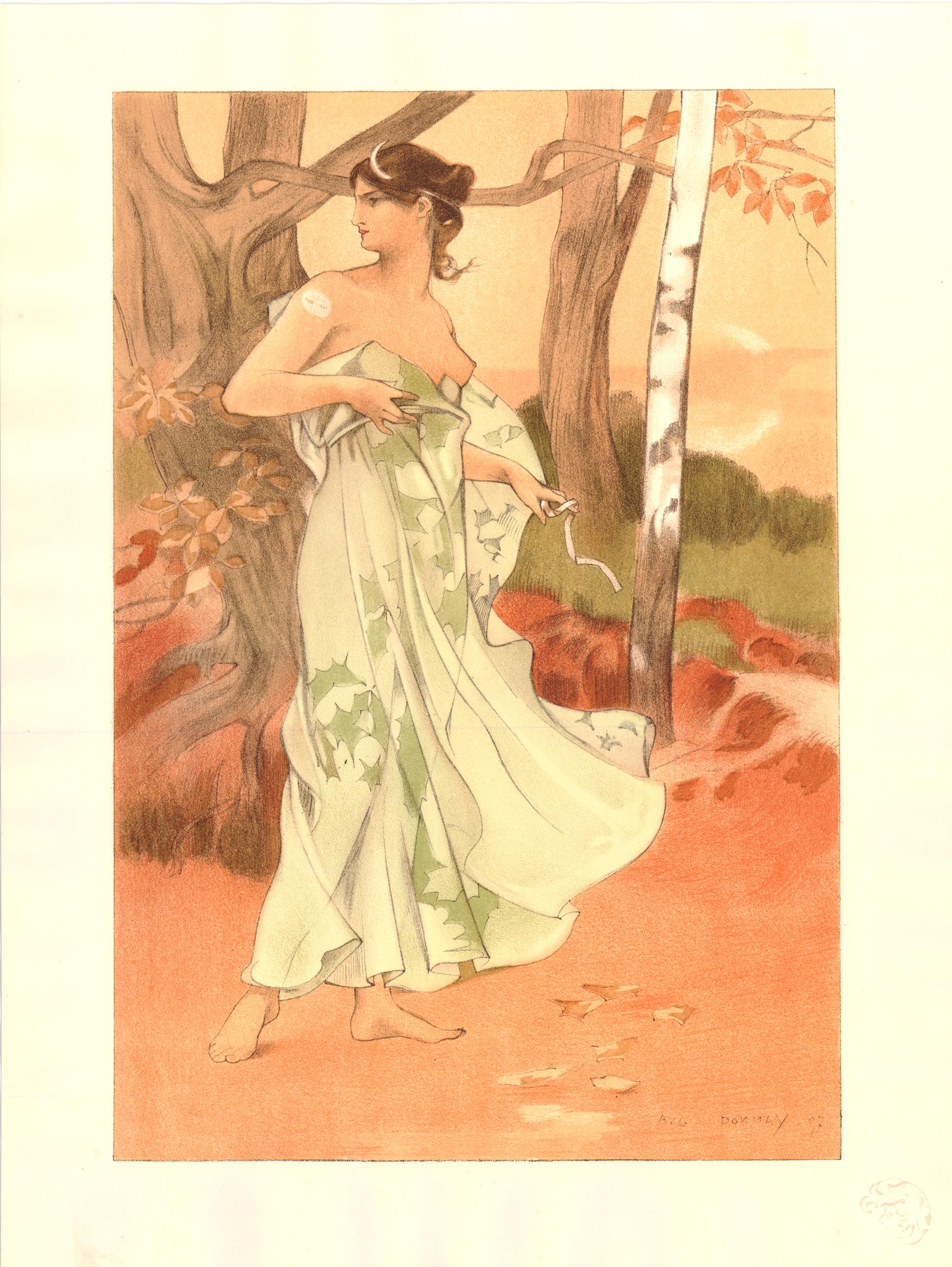
Àrtemis en un paisatge.
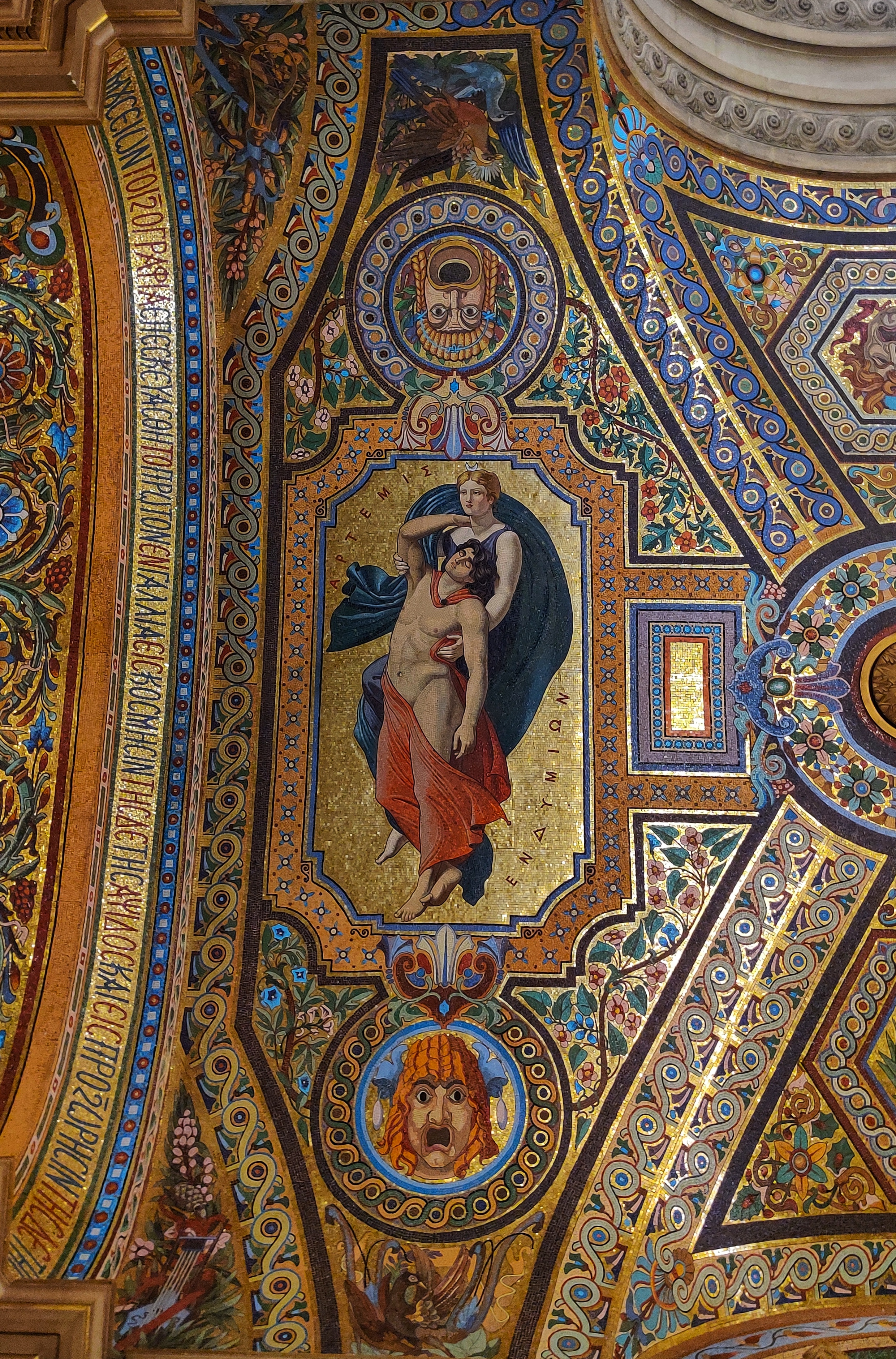
Àrtemis-Endymion, Òpera Garnier

## Llegat

### En astronomia
- (105) Àrtemis (un asteroide discobert el 1868)
- Àrtemis (cràter) (un petit cràter a la lluna, anomenat el 2010)
- Àrtemis Chasma (una fractura gairebé circular a la superfície del planeta Venus, descrita el 1980)
- Àrtemis Corona (una característica ovalada en gran part tancada per l'Artemis Chasma, descrita també el 1980)
- Acrònim (ArTeMiS) per a "Architectures de bolometres pour des Telescopes a grand champ de vue dans le domaine sub-Millimetrique au Sol", una gran càmera bolòmetre de gamma submil·límètrica que es va instal·lar el 2010 a l'Atacama Pathfinder Experiment (APEX), situada al desert d'Atacama al nord de Xile.[53]

### En taxonomia
El gènere taxonòmic Artèmia, que comprèn completament la família Artemiidae, deriva d'Àrtemis. Les espècies Artèmia són crustacis aquàtics coneguts popularment com a artèmies, l'espècie més coneguda dels quals, Artemia salina va ser descrita per primera vegada per Carl Linnaeus al seu Systema Naturae el 1758. Les espècies d'Artèmia viuen en llacs salats, i encara que gairebé mai no es troben en mar obert, sí que apareixen al llarg de la costa Egea prop d'Efes, on antigament hi havia el temple d'Àrtemis.

### Als vols espacials moderns
El programa Artemis és un programa de vols espacials tripulats en curs realitzat per la NASA, empreses comercials de vols espacials dels Estats Units i socis internacionals com ara l'ESA, l'Agència Espacial Japonesa i l'Agència espacial canadenca. El programa té l'objectiu de portar "la primera dona i el següent home" a la regió del pol sud de la Lluna, però no abans del 2025.